# Stridsvagn
För antika stridsvagnar, se häststridsvagn.

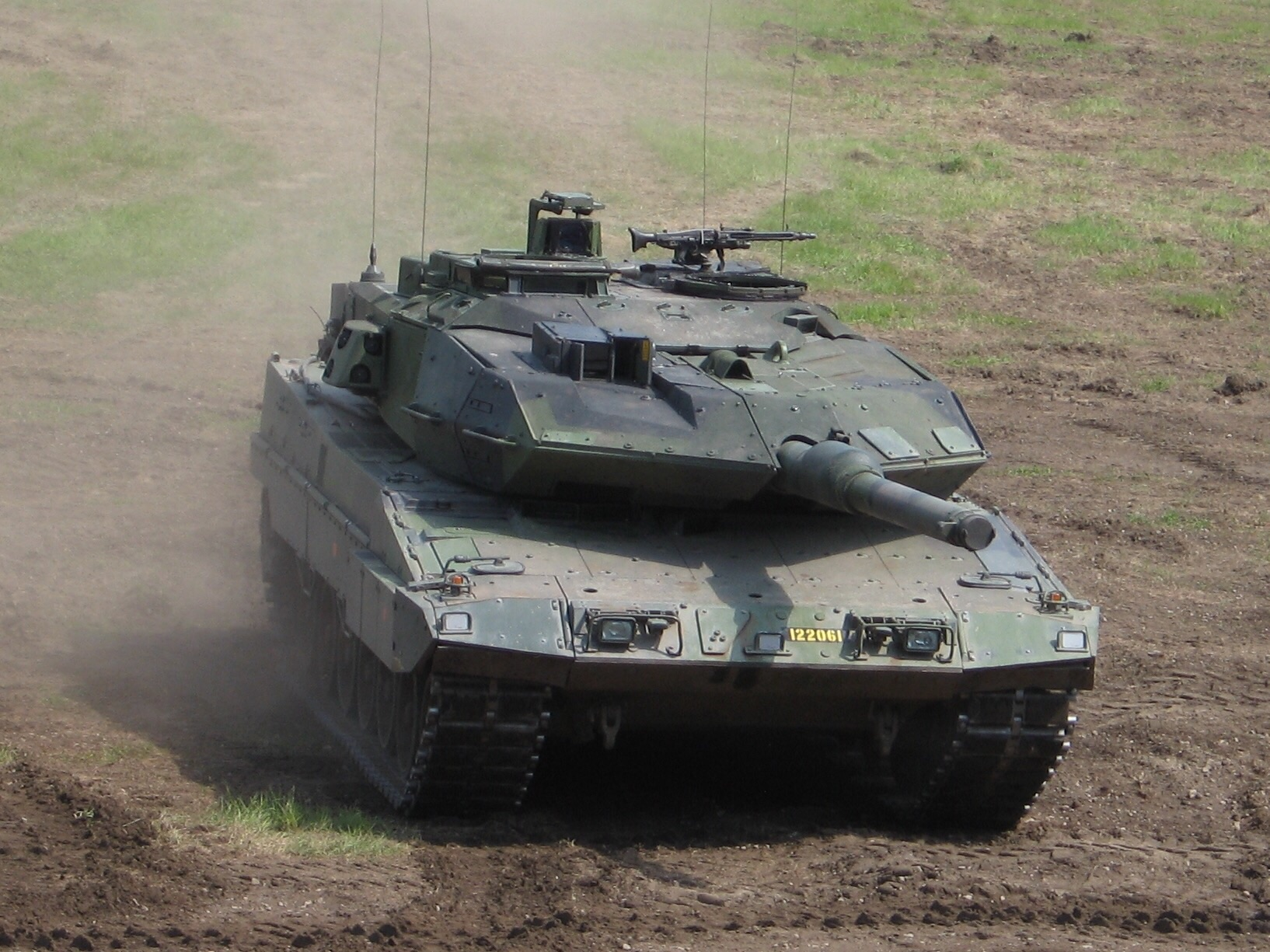
En svensk stridsvagn 122

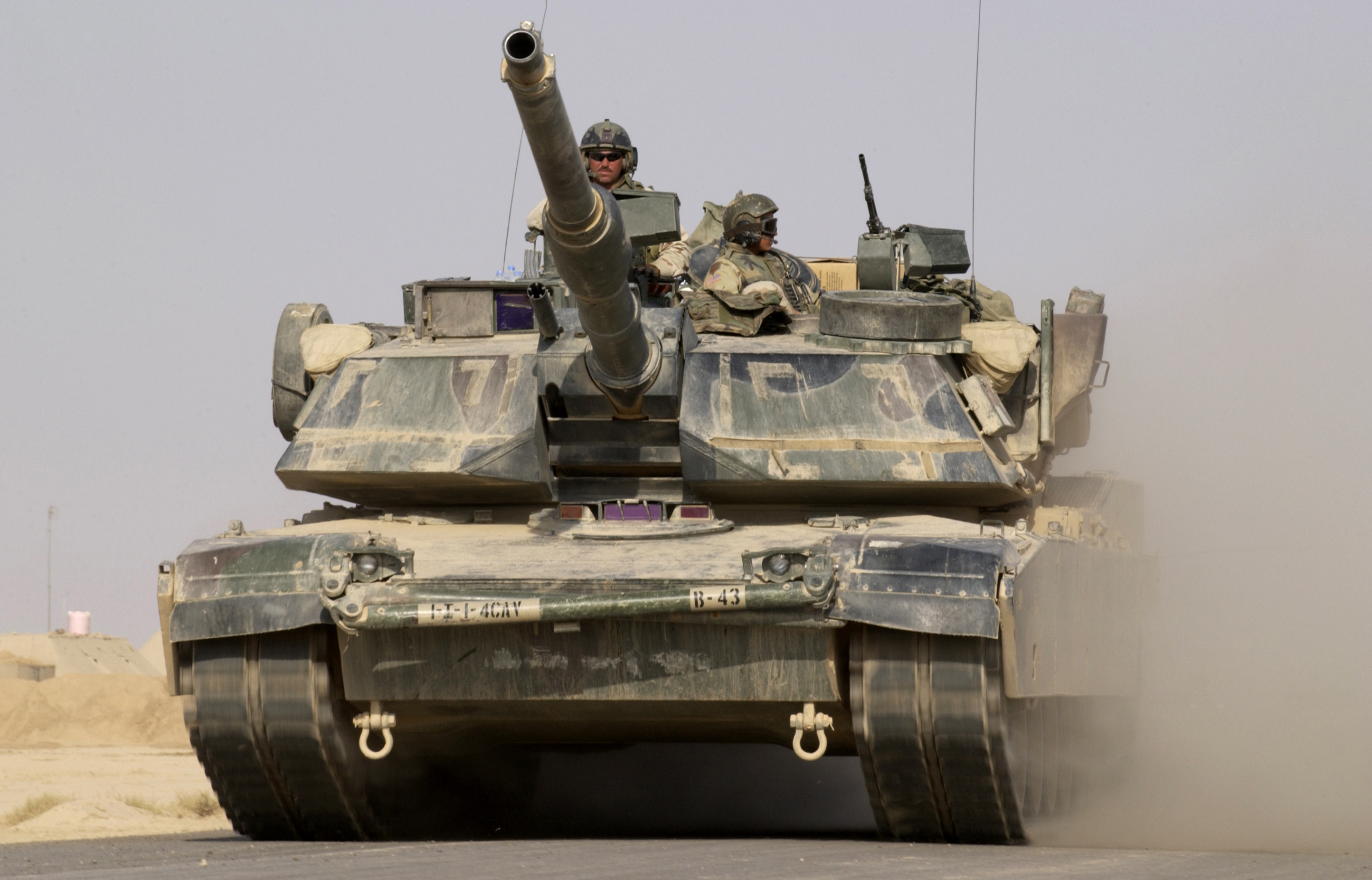
En amerikansk M1 Abrams-stridsvagn.

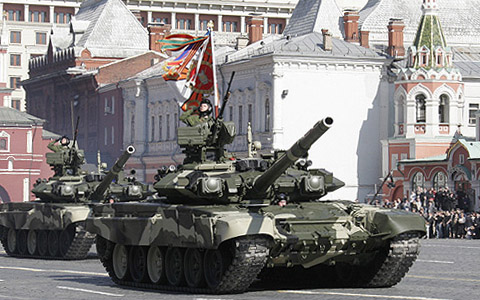
Två ryska T-90 stridsvagnar.

Stridsvagn (militärförkortning: strv) på sverigesvenska eller pansarvagn (kort psv, efter finska: Panssarivaunu) på finlandssvenska är ett pansrat och tungt bestyckat militärt stridsfordon som utgör huvuddelen inom många arméers pansarflotta.

## Beskrivning
Benämningen "stridsvagn"/"pansarvagn" används ibland felaktigt om alla pansarfordon. En stridsvagn är en specifik klass av fordon och klassas precis som alla andra markstridsfordon efter deras ämnade roll, snarare än konstruktion, vilket i sin tur betyder att fordonet behöver uppfylla vissa krav på eldkraft, skydd och mobilitet.

### Definition
Den moderna definitionen av en stridsvagn är ett pansrat välskyddat landfordon (antingen hjul- eller bandgående) med god rörlighet både på väg och i terräng, bestyckad med en grovkalibrig (>60 mm) eldrörspjäs samt kulsprutebeväpning, som under gång, med god verkan, 360° grader runt fordonet, kan spana efter och nedkämpa både stillastående och gående markmål, oavsett skyddsnivå, med kort tidsintervall mellan upptäckt och eldgivning. De skall kunna verka både som infanteristöd men framför allt även som egen separat styrka, vilket i många fall kräver en viss klass av rörlighet och skydd. Ytterligare krav tilläggs beroende på stridsvagnstyp, till exempel lätt stridsvagn eller huvudstridsvagn.
Det bör även nämnas att olika länder har olika fordonsklassifikationer och kan klassa historiska fordon annorlunda än andra länder. Ett bra exempel på detta är stridsvagn 103 som klassades som stridsvagn i Sverige, trots att den skulle klassats som pansarvärnskanonvagn i många andra länder. Historiskt blev detta dock ett populärt ämne när den kom i bruk och flera länder gjorde om sitt klassifikationssystem.

### Benämning
Sverige: Utöver felaktig användning av benämningen stridsvagn i Sverige används ibland benämningen "pansarvagn" istället för stridsvagn. Detta är primärt allmänspråk då Sveriges försvarsmakt enbart använder benämningen stridsvagn. Trots detta har benämningen pansarvagn historiska betydelser. När Sverige först införskaffade stridsvagnar under början av 1920-talet benämndes de först pansarvagn. Men då man inledde försök med pansarbilar under samma period så ombenämndes fordonstypen till stridsvagn. Ordet pansarvagn används dock ibland som samlingsnamn på vagnar i ett pansartåg.
Finland: I Finland inom den finlandssvenska militärterminologin används dock benämningen pansarvagn, då typen heter "panssarivaunu" på finska.
Internationellt: I internationella sammanhang används ordet "tank", vilket anses som det ursprungliga ordet för fordonstypen (se avsnittet Första världskriget). Benämningen tank används framför allt i engelskan, men även på ryska, kinesiska och flera andra språk med små variationer. Detta har gjort att ordet tank har blivit relativt vanligt i dagligt språk och inom popkultur.

## Utvecklingshistoria

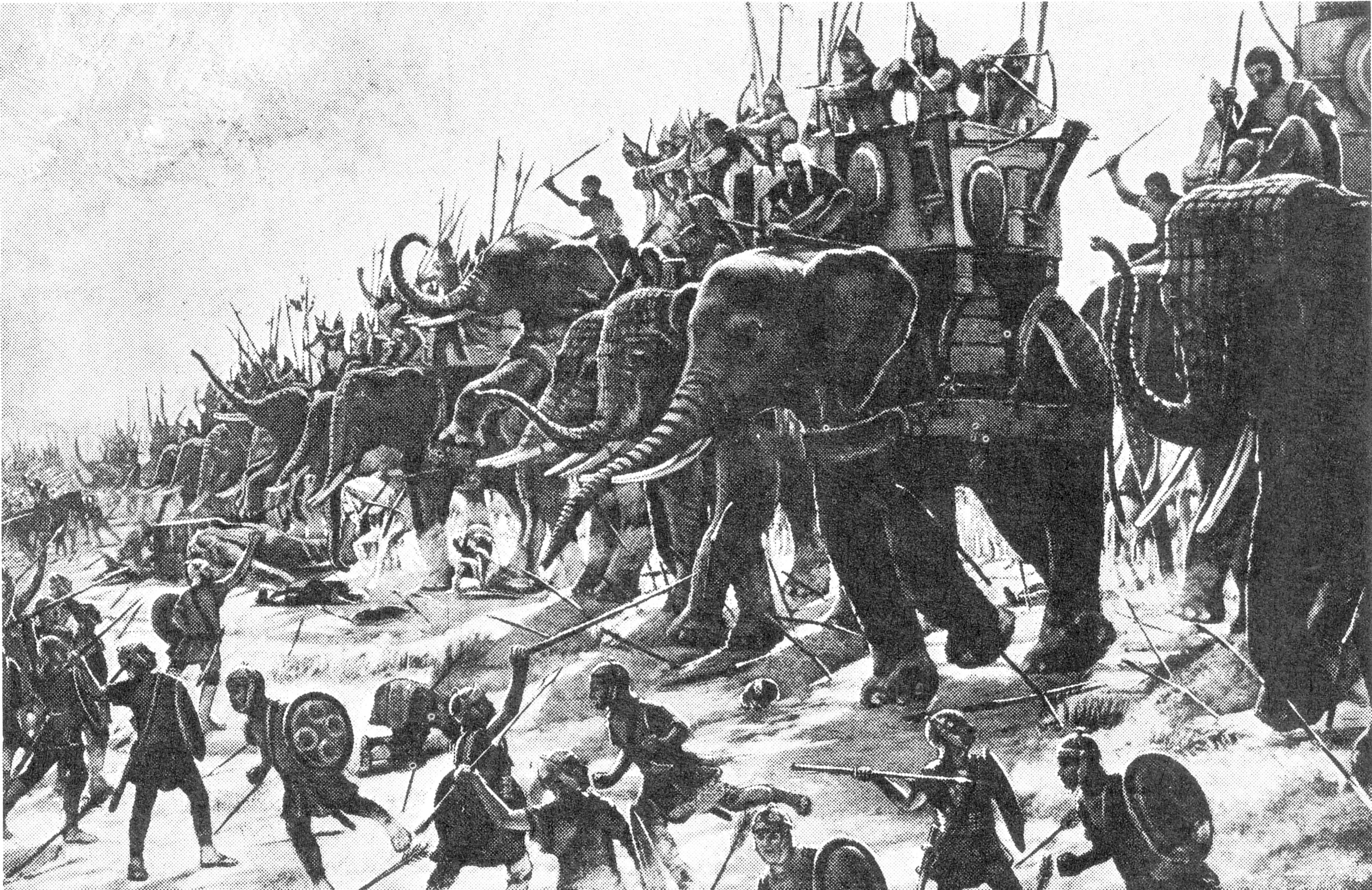
Stridselefanter har till stor del använts som stridsvagnar före modern tid. De försågs ofta med ett torn på ryggen för bågskyttar eller spjutkastare.

Konceptet bakom stridsvagnen, att genom en kombination av slagkraft, skydd och rörlighet kunna bryta fiendens linjer och snabbt intränga på djupet, härrör långt tillbaka i tiden och sträcker sig från de tidiga hästdragna vagnarna via tungt rytteri såsom katafrakter och elefanter som emellanåt haft lätt artilleri som ballistor och culveriner (en sorts tidig kanon) monterade i ryggtornet till senare pansarrytteri såsom kyrassiärer och de polska husarerna.

### Förepok

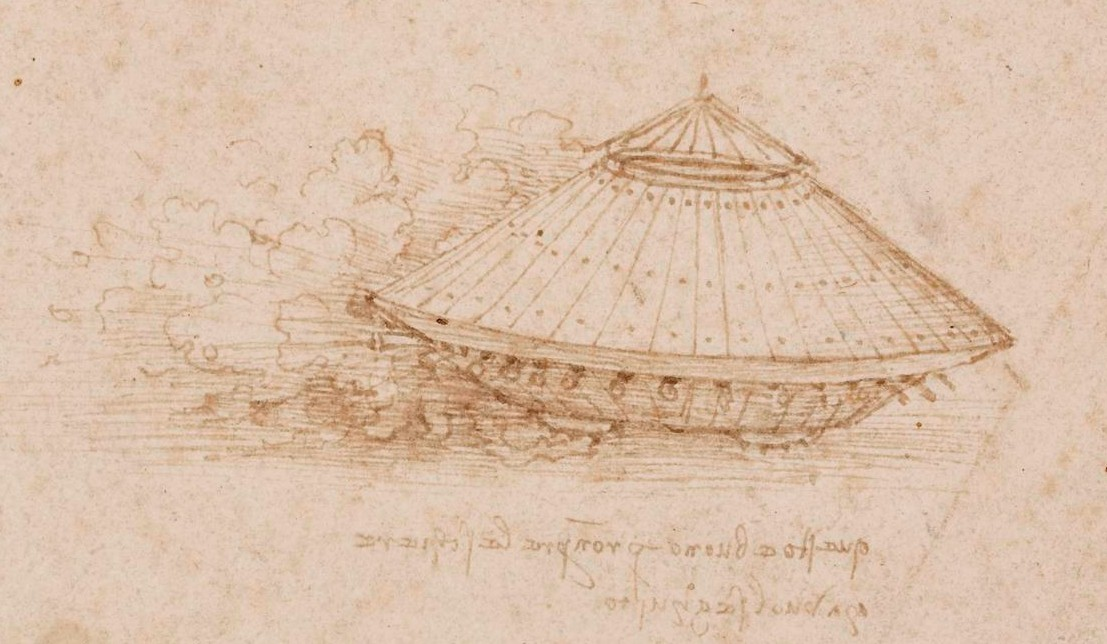
Leonardos stridsvagn

En tidig förfader till den moderna stridsvagnen designades under renässansen av Leonardo da Vinci. Fordonet som på italienska kallas Carro armato di Leonardo, översatt på svenska till Leonardos stridsvagn, var en vagn med fyra vevdrivna hjul täckt av en skyddad kaross i form av ett runt cirkustält av trä och järnplattor. Dess beväpning skulle bestå av ett okänt antal lätta kanoner runt om vagnens bas. Vagnen kom dock aldrig att byggas och dess konstruktion skulle nog gjort den till ett mer psykologiskt vapen än ett faktiskt dödande vapen.
Introduktionen av pansarskeppen ledde till idéer om olika landskepp för att dominera slagfälten, exempelvis i H.G. Wells The Land Ironclads och Världarnas krig, men istället blev pansartåg och  pansarbilar nästa steg i utvecklingen. Pansartågen var ytterst effektiva i att snabbt kunna förflytta stor eldkraft som var väl skyddad, men var bundna till järnvägsnätet, som dessutom kunde saboteras. Den begränsningen saknade pansarbilen som genom förbränningsmotorn intåg började realiseras under början av 1900-talet men de var enbart splitterskyddade med lätt beväpning och var nästan omöjliga att köra i terräng på grund av hög vikt.
Båda dessa fordon var effektiva när de väl kunde förflytta sig på slagfältet men då de hade mycket begränsad mobilitet, speciellt på slagfält som låg utanför det fasta vägnätverket, behövdes en ny typ av fordon. Då inget utvecklat land låg i aktivt gränskrig vid 1900-talets början fanns det väldigt lite tryck från dåtidens överbefälhavare att lägga resurser på att utveckla ett sådant fordon. Trots detta påbörjades flera tidiga stridsvagnsprojekt på privat nivå.

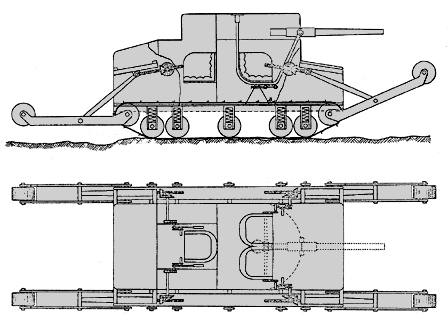
Burstyns Motorgeschütz
Ett tidigt stridsvagnsprojekt som utvecklades på privat nivå var en konstruktion vid namn Motorgeschütz (motorpjäs) som hade konstruerats av österrikaren Günther Burstyn år 1911. Denna konstruktion var extremt nytänkande och skulle onekligen ha varit ett för sin tid mycket välfungerande (kanske till och med historieändrande) fordon om det hade realiserats.
Burstyn fick iden till projektet när han 1903 fick åka med i en pansrad torpedbåt och tänkte vad man skulle kunna åstadkomma med dessa på land. Några år senare 1906 började hans ide verkligen ta fart när han fick se den österrike-ungerska pansarbilen Austro-Daimler Panzerwagen. Han förstod då att det var ett sådant fordon han ville skapa fast med möjligheten att kunna korsa skyttegravar och andra svåra hinder. Något år senare fick han se hur österrikiska militären hade fäst plattor runt hjulen på artilleripjäser för att minska marktrycket vilket gav honom iden till att skapa ett band av dessa och trä detta över ett flertal hjul för att minska marktrycket så mycket som möjligt. Burstyn började genast arbeta på en konstruktion av larvband samt fordonet som skulle bära dessa och denna konstruktion var klar 1911. Larvbandet kallade han Gleitbänder (glidband) och fordonet fick det redan nämnda namnet Motorgeschütz. Det bör nämnas att larvbandet redan var patenterat i USA vid denna tidpunkt men då okänt för Günther.
Motorgeschütz var konstruerad som en klassisk stridsvagn med kanontorn och larvband med motorn och kopplingen längst bak i fordonet, dock med undantaget för fyra stycken bommar, två där bak och två där fram som vardera hade ett hjul i änden. Detta var en uppfinning av Günther för att ge fordonet möjlighet att korsa även de största av tänkbara skyttegravar. Han skickade sina ritningar till den österrike-ungerska försvarsstaben för att se ifall de ville köpa hans design men de var inte intresserade då de inte låg i något krig och såg inte heller hur man skulle bruka detta fordon. Günther kom inte att försöka få igenom sin design senare vid första världskrigets utbrott då han fruktade att åter få avslag.

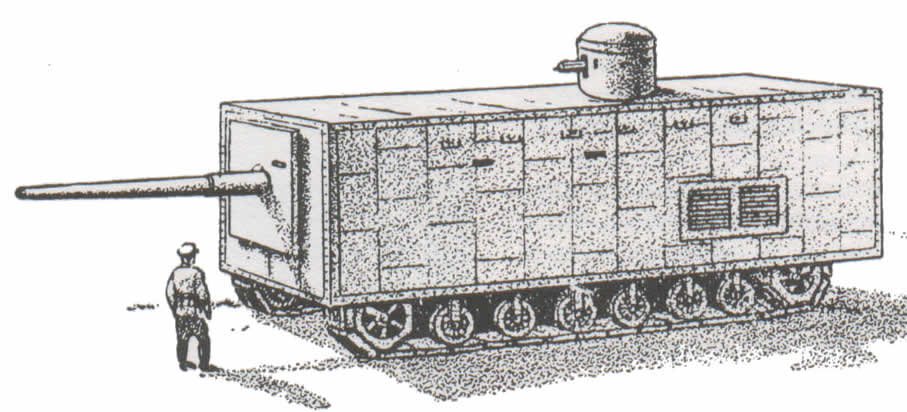
Mendeleevs stridsvagn
Under samma period som Burstyns Motorgeschütz konstruerade en rysk ingenjör vid namn Vasiliy Mendeleev en övertung stridsvagn på drygt 170 ton som var utformad som en pansarvärnskanonvagn med en 120 mm örlogskanon. Även denna hade ritningar klara 1911, med larvband av egen konstruktion, men blev aldrig realiserad på grund av flera tekniska aspekter bortom den obrukliga vikten av 170 ton.

### Första världskriget

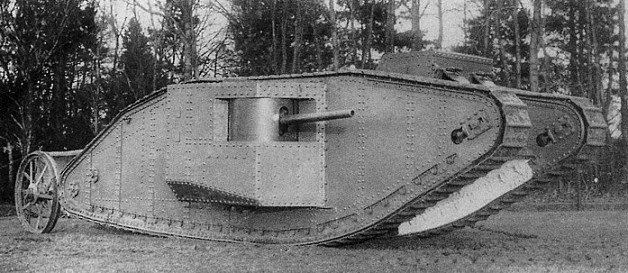
Tank Mark I hane

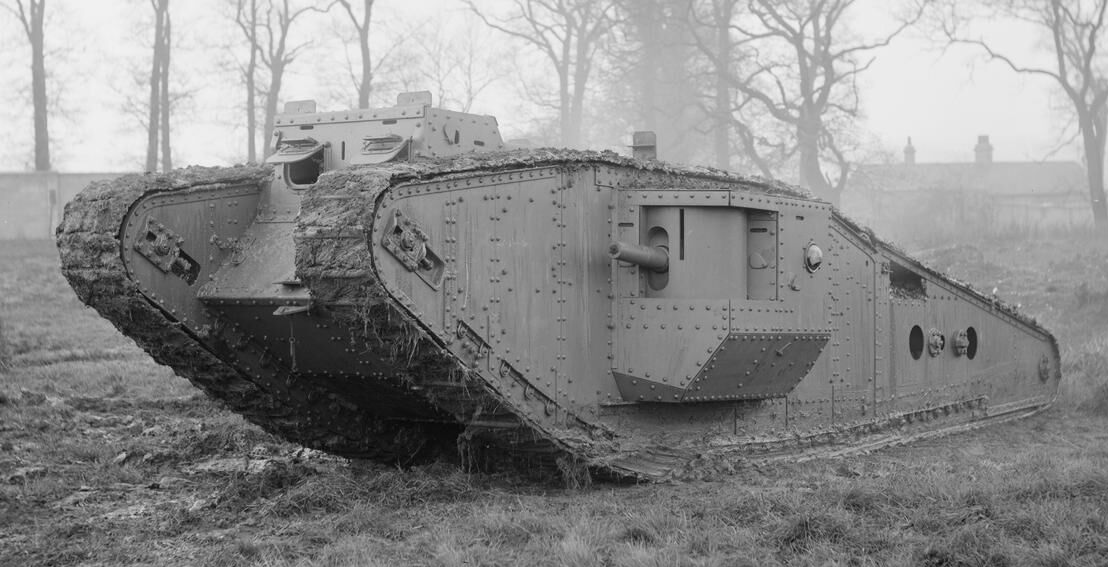
Tank Mark IV hane

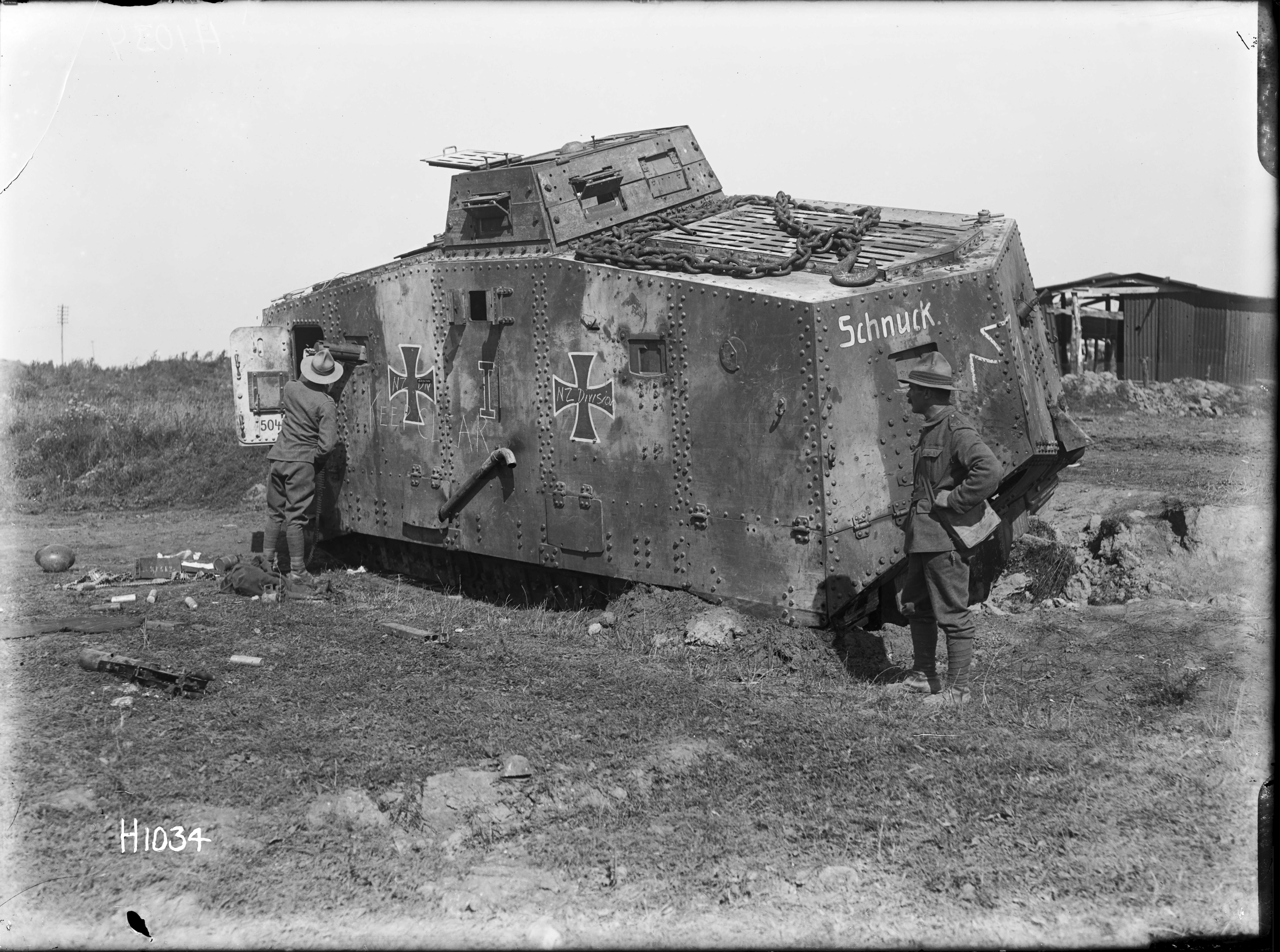
Tysk A7V.

Under första världskriget blev ett fordon som stridsvagnen snabbt nödvändigt då det man trodde skulle bli ett klassiskt krig med färgglada uniformer och koordinerade skottsalvor snabbt blev ett skyttegravskrig med ingenmansland och artilleribombardering utan slut.
De som tog det första steget att utveckla en stridsvagn var britterna som 1915 skapade "Little Willie", en motoriserad metallåda med modifierade larvfötter från den amerikanska Holtbandtraktorn. Little Willie kom aldrig längre än att agera koncepttest då dess larvfötter inte var långa nog att korsa skyttegravar. En ny design ritades upp som inte bara hade längre larvband utan de träddes runt hela fordonets siluett för att ge maximal terrängframkomlighet. Då man förväntade sig att detta nya fordon skulle behöva skjuta mot flera mål samtidigt gav man det bastioner på sidorna av vagnen med kanoner eller kulsprutor. På grund av detta fick fordonstypen till en början namnet landskepp men då man blev orolig att Tyskland skulle få nys om detta och lista ut vad fordonet var byggt på detta namn gav man fordonet en täckmantel vid namn tank (som en vattentank) då detta inte skulle låta lika misstänkt. Som extra försäkring kom man på en bortförklaring som sa att dessa var självgående vattentankar som skulle gå till Ryssland.
Denna nya stridsvagn var klar 1916 och fick beteckningen Tank Mark I. Den gjordes i två versioner, honor och hanar. Honorna var beväpnade med kulsprutor medan hanarna var beväpnade med kanoner. Redan i slaget vid Somme i september 1916 användes 49 brittiska stridsvagnar för första gången i strid. Dessa kom som en skräckinjagande överraskning för tyskarna som inte hade någon aning hur man skulle kontra dessa fordon. Trots denna moraliska effekt var dock stridsvagnarnas taktiska framgångar mycket begränsade på grund av mekaniska haverier och dålig sikt inifrån stridsrummet.
Tyskarna började snabbt utveckla taktiker och nya vapen för att kontra dessa stridsvagnar. Artilleripjäser och stormkanoner sattes upp för att kunna skjuta direkt eld och soldater började modifierade sina patroner genom att ta ut kulan ur hylsan för att sedan ladda om den omvänt med större drivladdning. Detta ökade mynningshastigheten, som med hjälp av den nu trubbiga kulan, kunde slå igenom Tank Mark I:s pansar på korta avstånd. Denna taktik hade från början utvecklats för att slå ut prickskyttesköldar men kom nu istället att bli Tysklands första pansarvärn. Dock kom dessa omvända patroner att bli problematiska då den högre drivladdningen gjorde patronen osäker och flera soldater fick sätta livet till när patronen exploderade inuti patronläget. Istället utvecklades en dedikerad pansarprojektil i 8 mm Mauser som fick beteckningen Spitzgeschoss mit Kern (spetskula med kärna) som hade ungefär samma effekt men var mycket säkrare.
På grund av detta började britterna konstruera en ny stridsvagn vid namn Tank Mark IV som hade tjockare pansar. Dessa användes för första gången i Slaget vid Cambrai vilket var första gången stridsvagnar användes i större skala. 324 stridsvagnar sattes in och visade stridsvagnarnas möjlighet att skapa genombrott i linjerna när de sattes in i stor skala. Framgångarna kunde dock inte utnyttjas fullt ut då infanteriet inte klarade av att följa med de framryckande stridsvagnarna, som även saknade kulsprutor att bekämpa fientligt infanteri med och enbart var beväpnad med kanoner.
Under slutet av 1917 hade även två nya stridsvagnar kommit in i leken, den tyska A7V och den franska FT-17. Den tyska A7V var mycket problematisk och kom enbart att produceras i begränsat antal. Detta gjorde att Tyskland började erövra brittiska stridsvagnar i varierande skick och renovera dem med tysk utrustning och beväpning. Dessa kom att få namnet "Beutepanzer" (bytesstridsvagn). Hittills hade tyskarna använts det brittiska ordet tank men nu hade de kommit på en egen benämning för fordonet vid namn panzer (pansar).
Under 1918 gjorde tyskarna en motattack med sina Beutepanzer som chockade britterna som nu behövde slåss mot sina egna stridsvagnar. Då slag med stridsvagn mot stridsvagn tidigare hade varit mycket sällsynt hade hon- och hanvagnsprincipen fungerat bra men nu när tyskarna även hade många stridsvagnar behövde man göra hermafroditer som bar både kanon- och kulsprutebeväpning så man alltid kunde slå ut fientligt pansar.

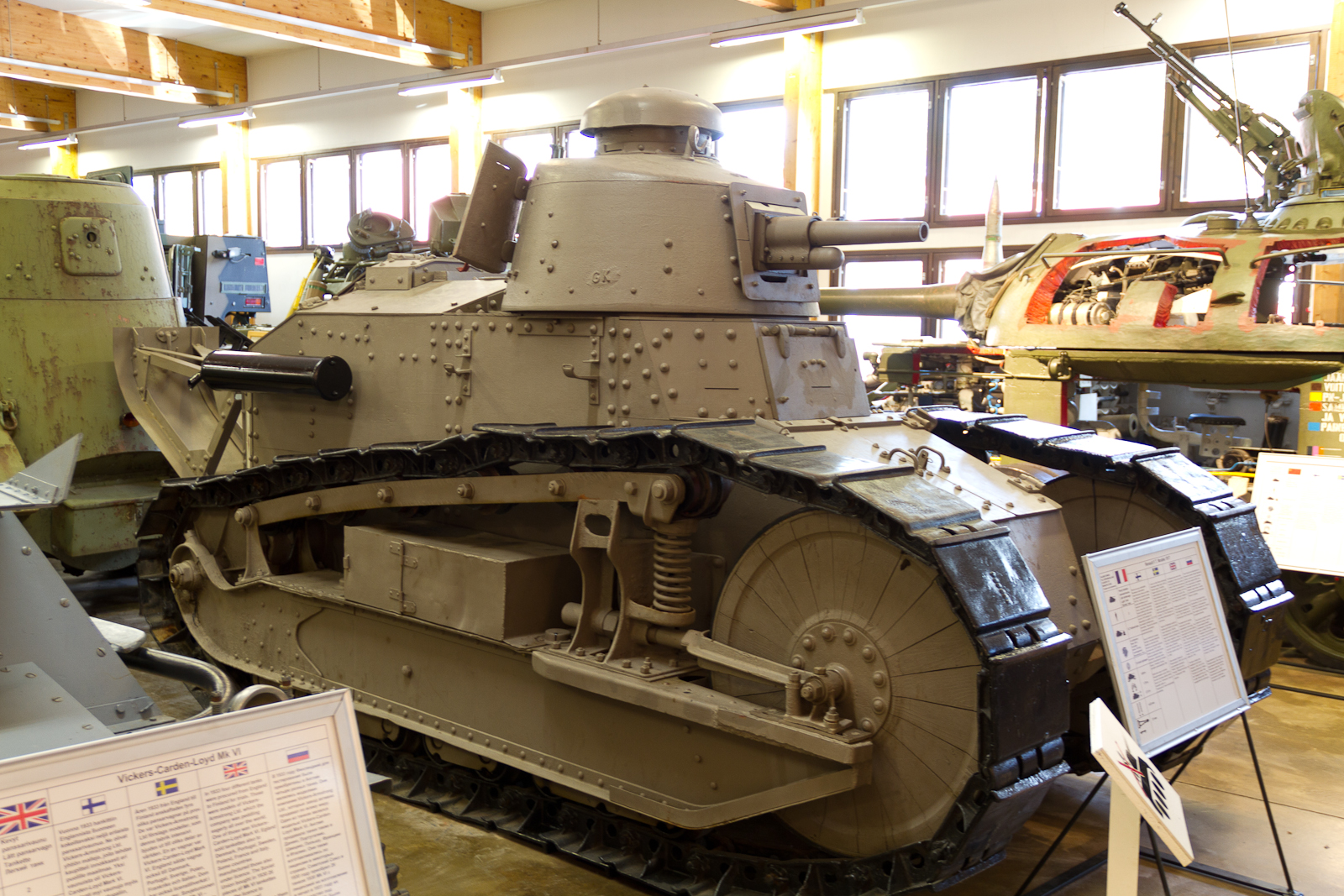
Renault FT-17

På den franska sidan hade man som ovan nämnt utvecklat en lätt stridsvagn vid namn FT-17. Denna stridsvagn var världens första lätta stridsvagn och var menad att attackera fienden i stor numerär under en genombrytning innan fienden hann gräva nya skyttegravar. Även britterna hade konstruerat en lättare stridsvagn som blev Medium Mark A Whippet som byggde på samma principer. Av dessa visade sig FT-17 vara banbrytande då den var den första massproducerade stridsvagnen med fjädring och kanontorn. Detta koncept var inte nytt med hänvisning till förepoken men detta var den första gången detta hade realiserats och satts i bruk.
Under krigsslutet kom Tyskland även att ta fram världens första pansarvärnsgevär i form av 13,2 mm tankgewehr m/1918 (13,2 mm pansarvärnsgevär modell 1918). Detta var i princip en uppskalad version av Mausers klassiska infanterigevär som sköt en 13,2 mm patron konstruerad att slå igenom 25 mm av pansar på 250 meter. Denna patron skulle även användas för luftvärn och för detta syfte utvecklades även en tung kulspruta vid namn Maschinengewehr 18 TuF (Tank und Flieger "stridsvagn och flyg").
Under slutspurten innan vapenstilleståndet i Compiègneskogen 1918 hade Tyskland även börjat konstruera flera uppföljare till A7V och även börjat planera svetsade stridsvagnar, något som inte blev vanligt förrän på 1940-talet. En av dessa konstruktioner var LK II som kom att bli Sveriges första stridsvagn strv fm/21.

### Mellankrigstiden
Under första världskriget användes stridsvagnarna främst som stöd för infanteriet, och under mellankrigstiden uppkom två olika skolor inom pansartrupperna. Enligt den franska doktrinen skulle stridsvagnarna främst användas för att bekämpa fientliga kulsprutenästen och som understöd för infanteriet. Enligt den andra skolan som utvecklades av Basil Liddell Hart och J.F.C. Fuller i Storbritannien, skulle pansartrupperna utgöra kärnan i snabba, mekaniserade förband. Dessa teorier anammades av Heinz Guderian, som snabbt efter nazisternas maktövertagande kom att bygga upp de nya tyska pansartrupperna efter dessa principer. I Frankrike kämpade Charles de Gaulle förgäves för att vinna gehör för tankegångarna.
Efter kriget hade Tyskland i Versaillesfreden förbjudits att tillverka och använda stridsvagnar. Tyskland fann sig dock inte i förbudet och utvecklade stridsvagnar genom hemligt samarbete med andra länder som Sverige och Sovjetunionen.
Bara Italien hade stridsvagnar under det andra italiensk-abessinska kriget (1935–1936). Etiopierna hade inget pansarvärn, men lyckades vid olika tillfällen ändå motstå de lätta italienska L3/35-stridsvagnarna.
Under det spanska inbördeskriget mötte kulsprutebeväpnade stridsvagnar från Tyskland (Panzer I) och Italien (L3/35) tyngre beväpnade och pansrade sovjetiska stridsvagnar (som T-26) i strid. De tyska och italienska stridsvagnarna hade inte mycket att sätta emot de sovjetiska stridsvagnarna. Sovjetunionen drog dock slutsatsen att pansarvärnskanonen var överlägsen stridsvagnen och kom fram till att de behövde stridsvagnar med tjockare pansar och tyngre beväpning (för att kunna avfyra effektivare spränggranater mot pansarvärnskanoner). Detta var en av faktorerna som ledde till utvecklingen av den senare så viktiga T-34.
Kina hade ett fåtal tyska Panzer I och italienska L3/35-stridsvagnar under det andra kinesisk-japanska kriget (1937–1945). Japanernas stridsvagnar var dem överlägsna.
I det Sovjet-japanska gränskriget 1938–1939 stred stridsvagnar återigen med varandra. De sovjetiska stridsvagnarna (BT, T-26) var överlägsna sina japanska motparter. Detta sporrade japanerna att utveckla en stridsvagn med bättre beväpning som kunde tränga igenom stridsvagnspansar, Typ 97 Shinhōtō Chi-Ha(en).
I Vinterkriget (1939–1940) mellan Finland och Sovjetunionen hade finländarna ett fåtal föråldrade stridsvagnar, plus ett antal som erövrades från de sovjetiska styrkorna under krigets gång. Sovjetunionens huvudsakliga stridsvagnar var den lätta T-26, den mellantunga T-28 (med tre torn) och den tunga T-35 (fem torn). Stridserfarenheter visade att stridsvagnar med flera torn inte hade någon fördel, dessa höjde således stridsvagnens profil i onödan. De finländska pansarvärnsvapnen visade sig kunna slå ut T-28, och den försågs med tyngre pansar inför den sista sovjetiska offensiven där de användes för att slå igenom Mannerheimlinjen. Erfarenheterna från vinterkriget gjorde att Sovjetunionen satsade på stridsvagnar med ett torn istället för de med flera torn: den tunga KV-1 och den medeltunga T-34.

### Andra världskriget

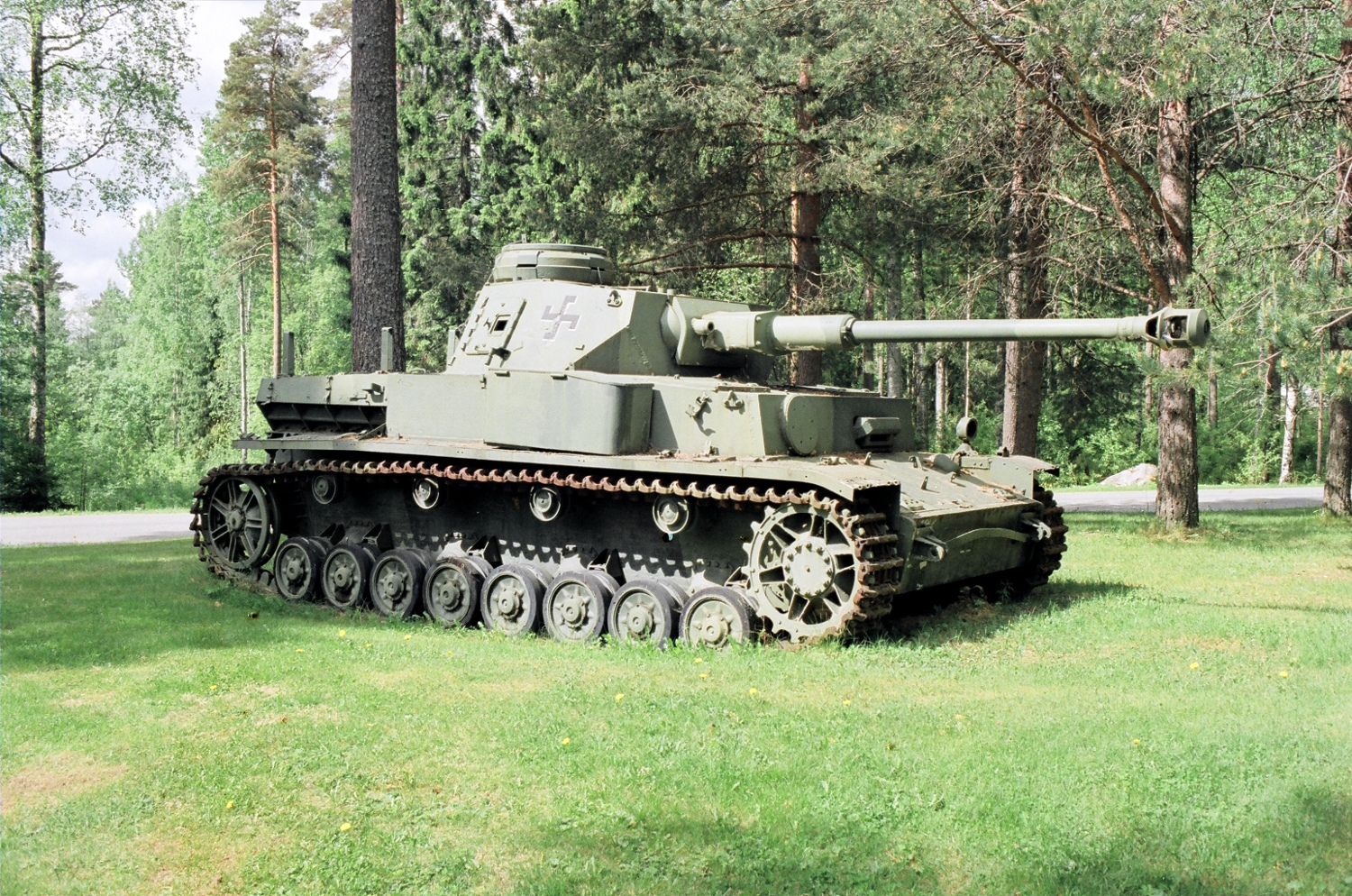
Finländsk Panzerkampfwagen IV Ausf J

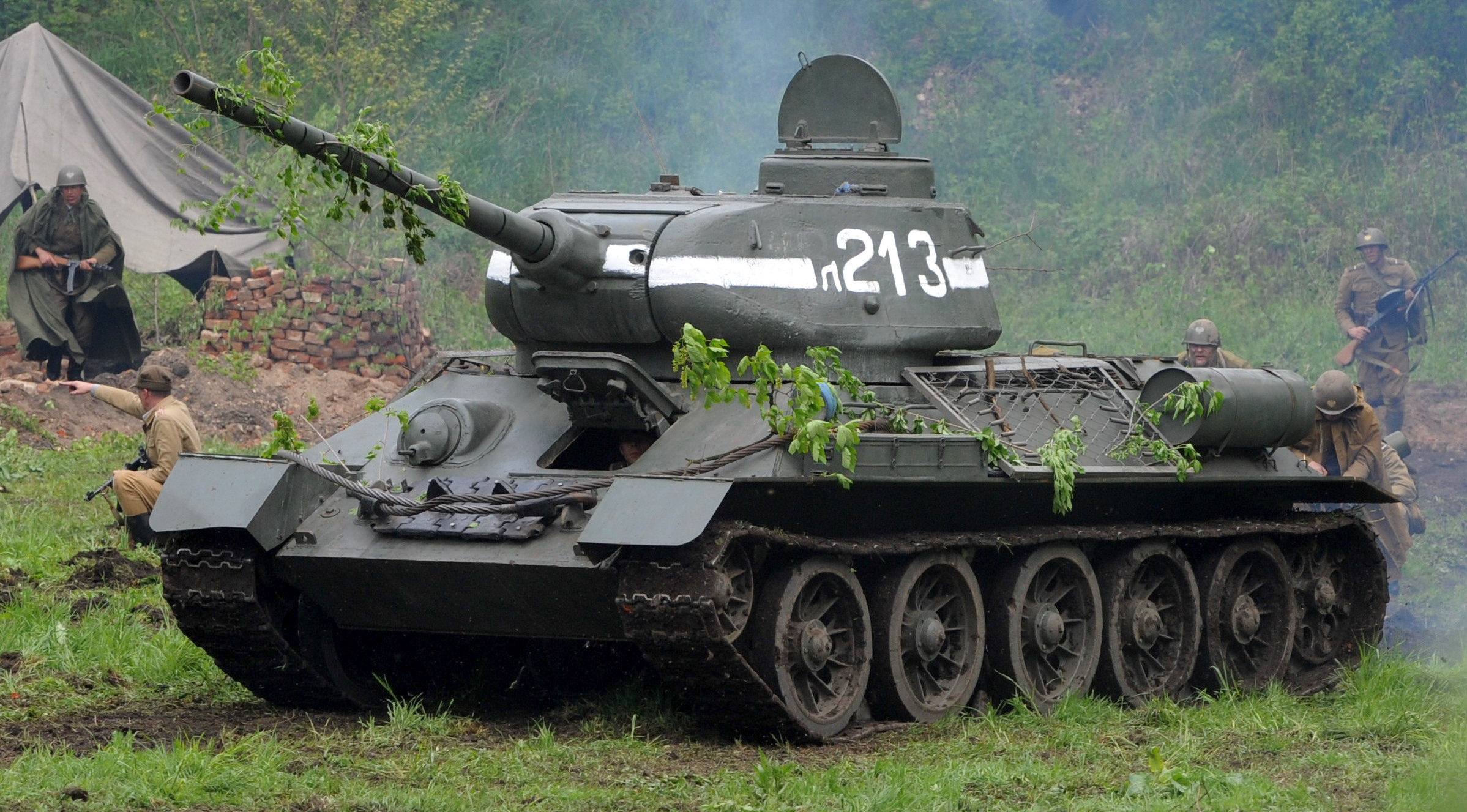
Sovjetisk T-34-85.

Under andra världskriget blev stridsvagnen en förutsättning för den rörliga krigföringen. Utvecklingen av stridsvagnar gick snabbt under kriget. I början hade många länder lätta stridsvagnar, som endast var beväpnade med kulsprutor. Vid krigets slut fanns stridsvagnar som vägde 40–70 ton och som var beväpnade med grovkalibriga kanoner (~80–122 mm). Två kända stridsvagnsslag från denna tid är slaget vid Kursk, som betraktas som världshistoriens största pansarslag, och slaget vid El-Alamein.
Kriget började med invasionen av Polen. Polen hade cirka 150 lätta 7TP-stridsvagnar (beväpnade med en 37 mm kanon) och 500 TKS-tanketter (beväpnade med en kulspruta). Mot dem stod 2 400 tyska stridsvagnar. Styrkan hade en viktig förstärkning av tjeckiska stridsvagnar (Panzer 35(t) och Panzer 38(t), båda beväpnade med en 37 mm kanon) som erövrades efter Münchenöverenskommelsen 1938. I styrkan ingick Panzer I (beväpnad med kulsprutor, numerärt största del av styrkan), Panzer II (20 mm automatkanon), Panzer III (50 mm kanon) och Panzer IV (kort-pipig 75 mm kanon).

### Efterkrigstiden
Moderna stridsvagnar består i regel av ett chassi med drivning och motor. På chassit är vanligtvis monterat ett vridbart torn med en kanon. Besättningen varierar (3–4 man) och består vanligen av minst en vagnchef, en skytt och en förare. Om kanonen laddas manuellt tillkommer en laddare. Endast föraren sitter i chassit.

## Stridsvagnshistorik per nation
Då stridsvagnens historia är så bred kan man dela upp den i underkategorier för att lättare finna kunskap och förstå den. Bra exempel på detta är att fokusera på stridsvagnens historia hos en specifik nation. Då kan man till exempel enklare förstå varför vissa stridsvagnar utformades eller användes som de gjorde. Det är även lärorikt från en extern vinkel, till exempel en nations militära historia.

### Stridsvagnshistorik i Storbritannien
För stridsvagnshistorik i Storbritannien under första världskriget se artikelns avsnitt "Utvecklingshistoria: Första världskriget".
Brittiska stridsvagnar under andra världskriget
När andra världskriget bröt ut 1939 var Englands pansarstyrkor inte mycket att skryta med. Trots att man varit med om att uppfinna stridsvagnen och därmed inlett en ny fas i den moderna krigföringen, var utvecklingen av det nya vapnet anmärkningsvärt långsam. Både bland politiker och militärer fanns motståndare till stridsvagnen, den var dyr att tillverka och många var ovilliga att frångå det traditionella sättet att föra krig, med infanteri som långsamt nöter ut varandra. Så sakteliga kom emellertid utvecklingen igång.
Till att börja med koncentrerade man sig på lätta vagnar, de första som konstruerades var öppna enmansvagnar beväpnade med en kulspruta. De var dock för små för att riktig räknas som stridsvagnar och den första riktigt lätta stridsvagnen som konstruerades efter första världskriget var Royal Ordnance Factory’s Light Tank A3E1. Det var en tremannavagn med två kulspruteförsedda torn, ett framtill och ett baktill. A3E1 var en försöksvagn och utvecklingen ledde vidare till Carden-Lloyd/Vickers Light Tank Mk I, som togs i tjänst 1930. Den modifierades i flera omgångar under så gott som hela trettiotalet och den sista versionen hade beteckningen Mk VI C. Besättningen bestod av tre man, föraren i fronten, vagnchef och skytt i tornet. Beväpningen utgjordes av två kulsprutor monterade parallellt i tornet. Totalt fanns omkring ettusen att tillgå när kriget bröt ut i september 1939. De användes på flera krigsskådeplatser, men led svårt av sitt tunna pansar och sin klena beväpning. 
Den medeltunga stridsvagnen representerades i stort sett av Vickers Medium Tank Mk I och II, där den sistnämnda var en vidareutveckling av den förstnämnda. De var beväpnade med en 47-millimeters kanon och sex 7,7-millimeters kulsprutor monterade på olika ställen på vagnskroppen och i tornet. Kanonen på Mk II hade längre eldrör och högre mynningshastighet, vilket gav bättre genomslagskraft. Dessutom hade Mk II tjockare pansar och pansarplåtar som skyddade bandaggregatet.
Fram till mitten av trettiotalet var britterna ganska nöjda med sina två stridsvagnskategorier, lätta och medeltunga, men den politiska utvecklingen i världen och den tekniska utvecklingen i Tyskland tvingade fram en omvärdering. Den medeltunga stridsvagnen ersattes av snabba kryssningsstridsvagnar och kraftigt pansrade infanteristridsvagnar.

### Stridsvagnshistorik i Sverige
1920 – 1930

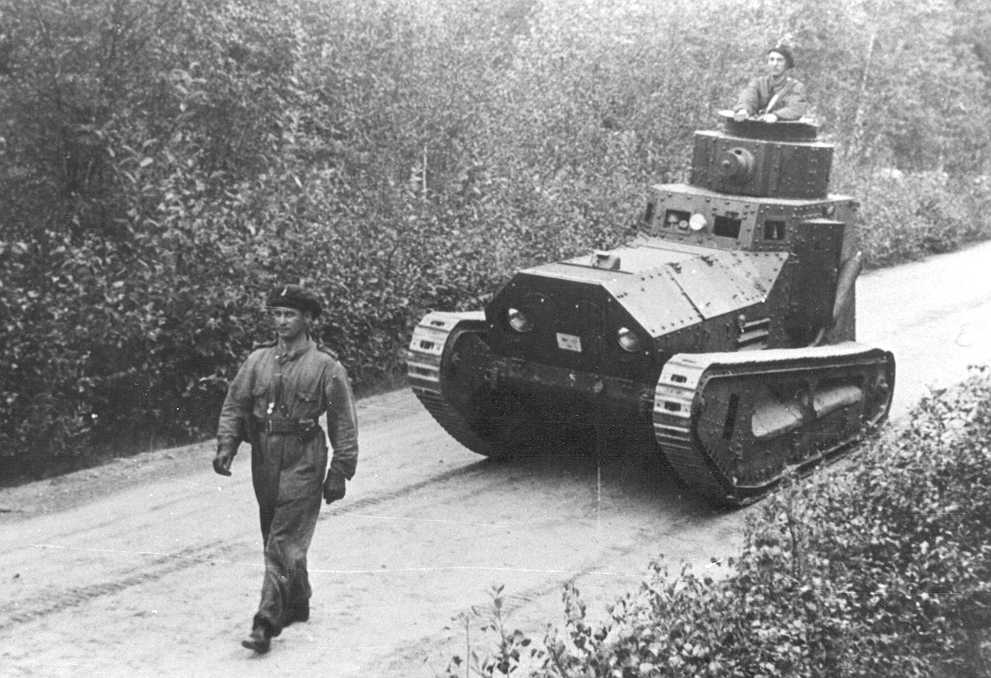
Stridsvagn fm/21

Den första svenska stridsvagnen var stridsvagn fm/21. De var halvfärdiga tyska stridsvagnar som, under ententens kontrollkommission, smugglades ut ur Tyskland 1920 och monterades i Oskarshamn. Dessa var för få i antal för att fungera som en egen styrka men kom att effektivt användas för att utveckla taktik och förståelse för användning av stridsvagnar i Sverige. 1929 modifierades ett antal Stridsvagn fm/21 med svenska motorer för att bli stridsvagn m/21-29.
1930 – 1945

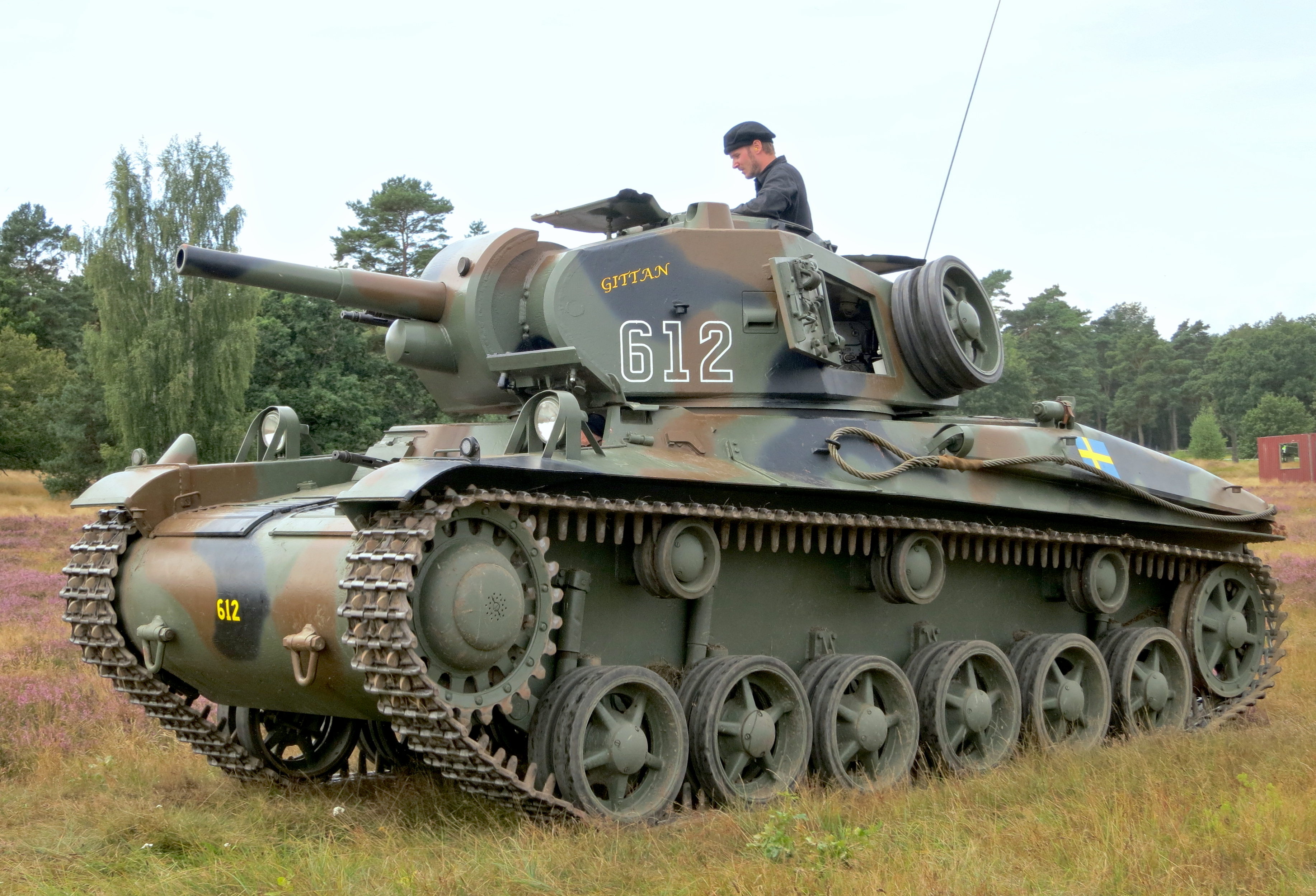
Stridsvagn m/42

Under slutet av 1920-talet och framåt började Sverige utveckla egna stridsvagnar. Dessa utvecklades primärt, delvis med tysk hjälp, av företaget Landsverk. Trots att företaget inte hade någon tidigare erfarenhet av varken pansarfordon eller stridsfordon kom Landsverk att stå för några av de absolut mest avancerade stridsvagnskonstruktionerna för sin tid. Bland annat byggde de världens första stridsvagn med svetsat hölje, vilket blev Landsverk L-10, i Sverige betecknad Stridsvagn m/31. Inte långt senare var de först med att göra en stridsvagn med torsionsupphängning, Landsverk L-60. Tack vare Landsverks utvecklingsarbete kunde Sverige, trots begränsningar, bygga upp en egen stridsvagnskår under andra världskriget. Se Stridsvagn m/38, Stridsvagn m/39, Stridsvagn m/40, Stridsvagn m/42.
Även utländska stridsvagnskonstruktioner köptes inför andra världskriget, specifikt två tjeckoslovakiska modeller sedan betecknade Stridsvagn m/37 och Stridsvagn m/41.
1945 – 1965

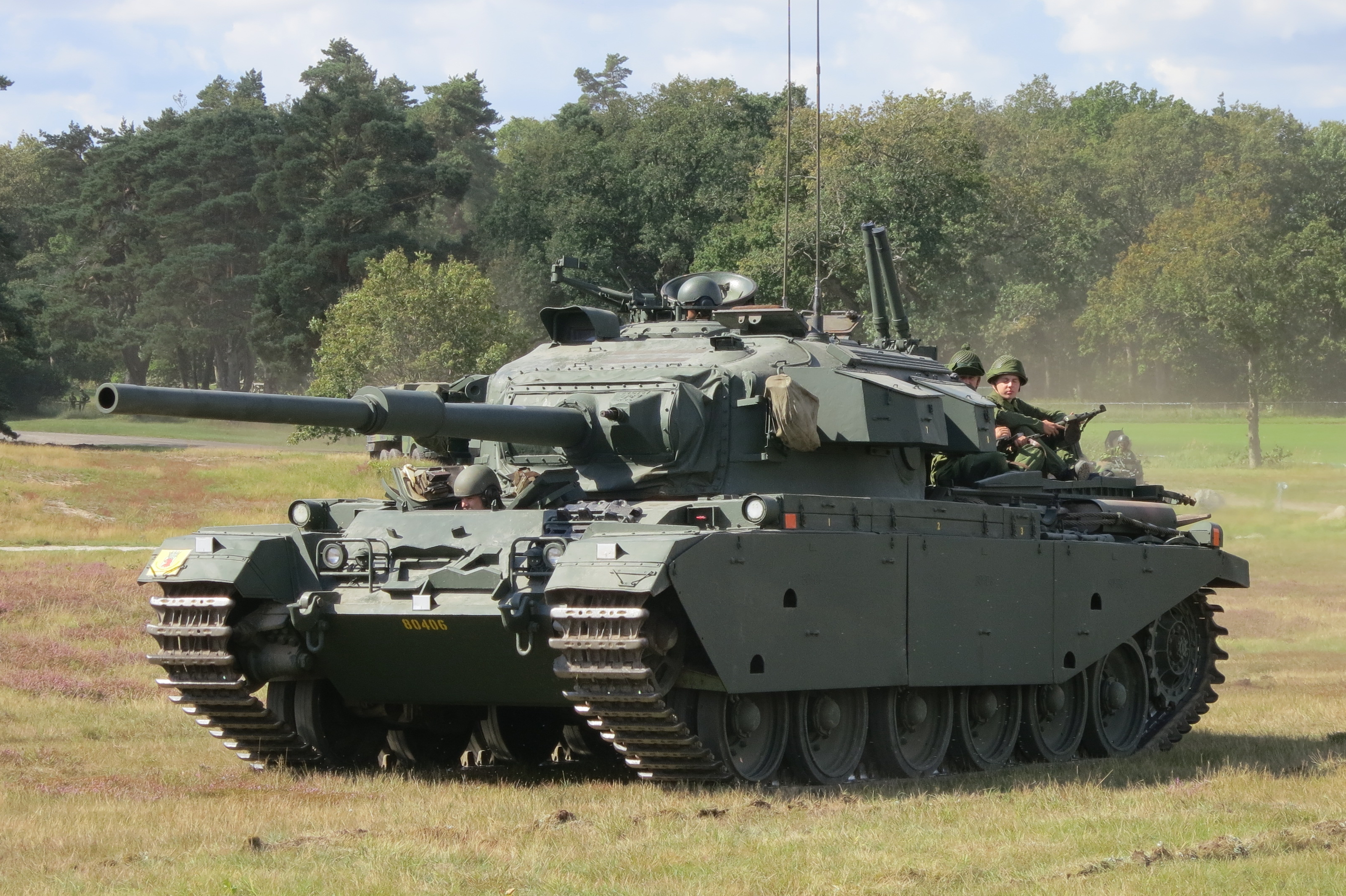
Stridsvagn 102

Efter kriget behövde Sverige fler stridsvagnar än vad som kunde produceras i Sverige och även fortare än vad utvecklingen tillät. Kriget hade ökat hastigheten av stridsvagnsutvecklingen utomlands markant, vilket hade gjort att de stridsvagnar som Sverige utvecklat innan och under kriget blev omoderna ganska snabbt efter att de tagits i bruk. På grund av detta behövde man snabbt ta fram en plan för införskaffning av nya stridsvagnar. Man ville primärt köpa in utländska modeller, ifall inhemsk produktion inte skulle vara möjlig. Man kom fram till att man ville köpa in en utländsk lätt stridsvagn och medeltung stridsvagn för att sedan utveckla en ny toppmodern stridsvagn i Sverige.
Landsverk fick i uppdrag att utveckla chassit till den nya svenska stridsvagnen medan Bofors fick uppdraget att utveckla tornet och beväpningen. Projektet döptes till Emil, men fick sedermera täckmanteln Kranvagn, ofta nerkortat till KRV. Som utländsk lätt stridsvagn var man intresserad av den franska AMX-13, vilken man testade under längre period i Frankrike. Som utländsk medeltung stridsvagn ville man ha den brittiska Centurion. Från början ville Storbritannien inte sälja vagnen till Sverige, då man ville fokusera på att bygga upp sina egna styrkor och allierade, men då man behövde pengar efter kriget ändrades detta snabbt, och Sverige fick köpa Centurion i större antal. Då man ansåg att Centurionvagnarna var tillräckliga för Sveriges stridsvagnsbehov, valde man att inte köpa AMX-13. Ganska snart gick även projekt Emil i stöpet på grund av sambandsproblem med Bofors, varav Centurion, då betecknad stridsvagn 81, fick ta rollen som Sveriges enda moderna stridsvagn.
Ganska snabbt insåg man dock att antalet stridsvagn 81 inte vara tillräckligt, varav man valde att så gott som möjligt uppgradera äldre svenska stridsvagnar med nyare utrustning och beväpning. Det enda av dessa projekt som gick igenom var stridsvagn 74, där man tagit en stridsvagn m/42 och försett den med nytt torn för att kunna bära en pansarvärnskanon. Stridsvagn 74 var dock enbart en nödlösning och var på många sätt en undermålig stridsvagn för sin tid. Detta gjorde att Sverige på nytt bad Storbritannien om att få köpa fler Centurionvagnar, denna gång den modernare Centurion Mk.10 med kraftigare pansar och beväpning. Storbritannien gick med på köpet och Sverige fick ett större antal Centurion Mk.10, sedan betecknade stridsvagn 101. En bit inpå 1960-talet uppgraderades även stridsvagn 81 med samma beväpning som stridsvagn 101 och ombetecknades då som stridsvagn 102.
1965 – 1986

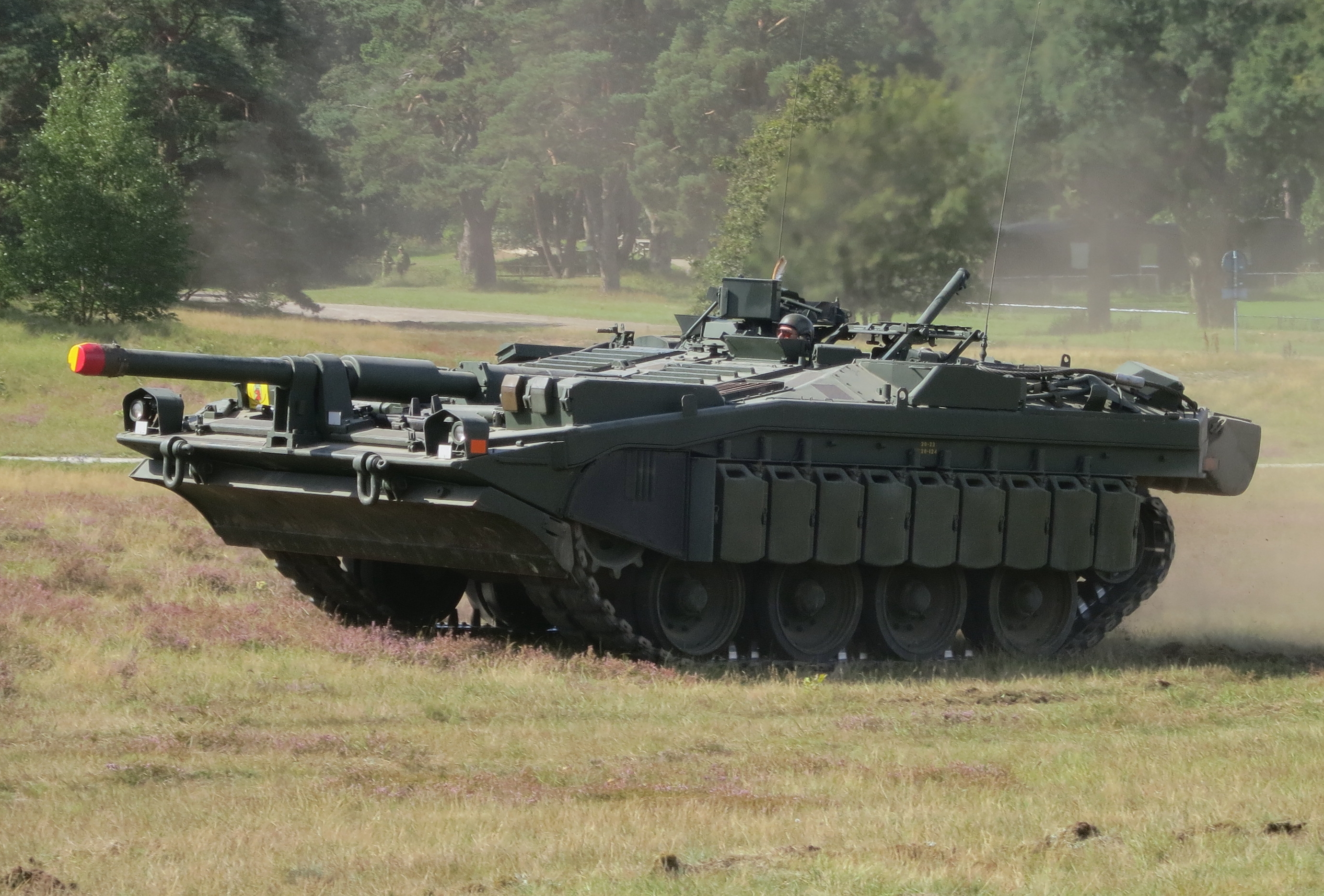
Stridsvagn 103

Efter att projekt Emil skrotades påbörjade man utvecklingen av en ny inhemsk stridsvagn. Detta ledde till stridsvagn S, sedan betecknad stridsvagn 103. Denna svenskproducerade stridsvagn utgjorde ett avsteg i den militära ingenjörskonsten då den saknade torn, en så kallad tornlös stridsvagn. Detta gav stridsvagnen en mycket låg profil och därmed bra skydd, men innebar också att den var tvungen att stanna för att kunna rikta och ge eld. Trots sin utformning var stridsvagn 103 avsedd för anfallsstrid. Detta då arméns pansarbrigader var anfallsbrigader med uppgift att gå till motanfall mot fientliga brohuvuden och luftlandsättningar. Vagnen togs i bruk 1965 och kom att vidareutvecklas i 3-huvudvarianter fram till 1986.
De svenska Centurionvagnarna kom att fortsätta tjänstgöra efter att stridsvagn 103 kommit i bruk. För att fortsätta fungera med nya tider kom de att modifieras åtskilliga gånger under sin tjänsteperiod. En större modifikation gjordes under 1980-talet då man försåg både stridsvagn 101 och 102 med reaktivt pansar, sedan betecknade 101R och 102R. Under samma period gjordes ytterligare en uppgradering på ett antal stridsvagn 102. Man bytte ut motorn och diverse utrustning för att uppnå en någorlunda tidsenlig standard gentemot utländska typer. Dessa betecknades stridsvagn 104. Ytterligare ett moderniseringsförsök gjordes på de svenska Centurionvagnarna mot slutet av deras tjänsteperiod, där man bland annat bytte upphängning och introducerade fler uppgraderingar. Denna typ skulle kallas stridsvagn 105 men då Sverige fick möjlighet att införskaffa Leopard 2, skrotades projektet och Centurionvagnarna avvecklades.
1986 – 1994

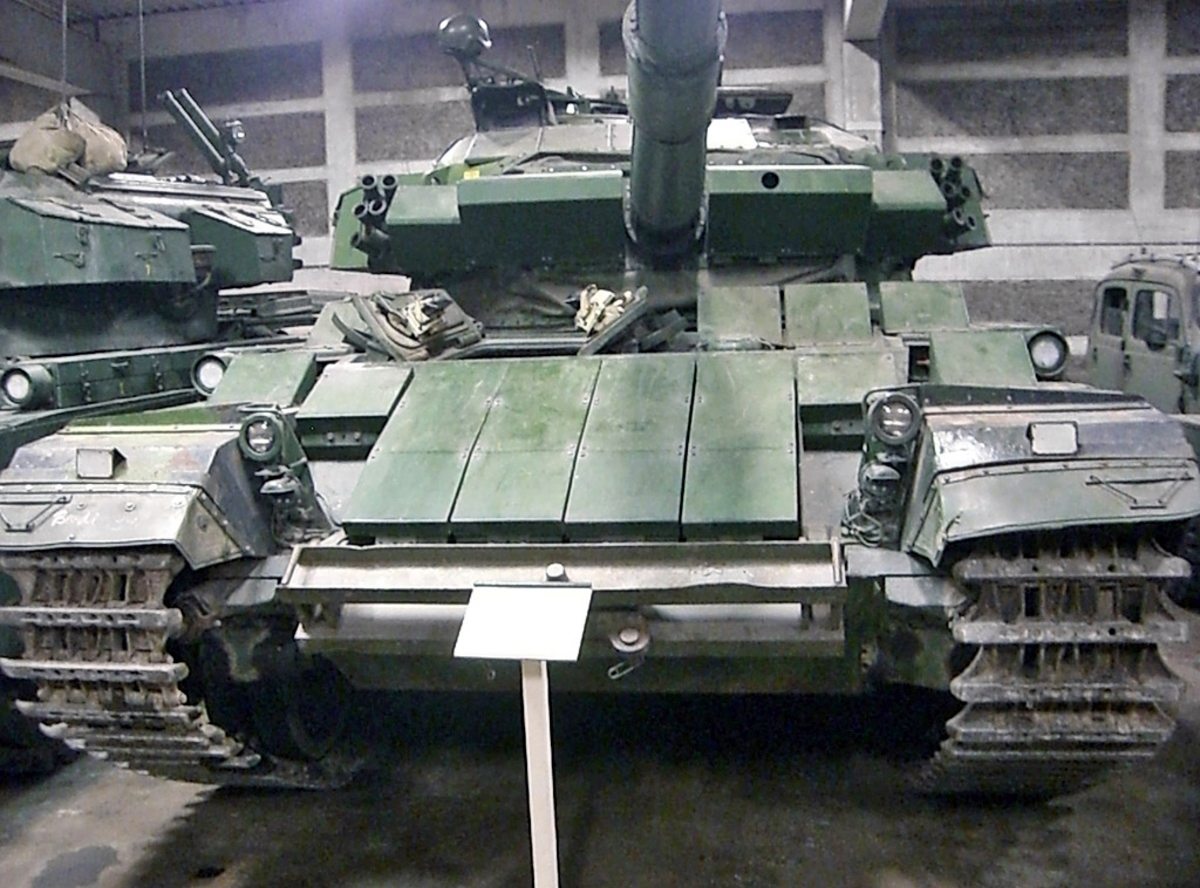
Stridsvagn 104

Sedan man utvecklat stridsvagn 103 på 1960-talet hade Sverige påbörjat flera olika stridsvagnsprojekt för att en dag ersätta stridsvagn 101, 102 och 103. Ingen av dessa projekt kom att avslutas, men andan att än en dag utveckla en inhemsk stridsvagn hölls vid liv. Detta ledde till att man under 1980-talet påbörjade ytterligare ett stridsvagnsprojekt för framtida bruk. Detta projektet kom sedermera att få projektnamnet "Stridsvagn 2000". Stridsvagn 2000 var planerad att vara Sveriges huvudstridsvagn inpå 2000-talet och var en mycket avancerad konstruktion för sin tid. Pansaret var i toppklass och beväpningen likaså.
Trots Stridsvagn 2000-projektets potential valde man i och med Sovjetunionens fall 1991 att inskaffa en utländsk stridsvagnstyp. Detta projektet fick namnet "Stridsvagn NY" ("Strv ny") och innefattade flera prover med utländska stridsvagnstyper. De typer som testades var M1 Abrams, Leopard 2 och Leclerc. Leopard 2 vann "Strv NY"-tävlingen och 1994 valde man att nästa generations stridsvagn i Sverige skulle baseras på denna.
1994 – 2022

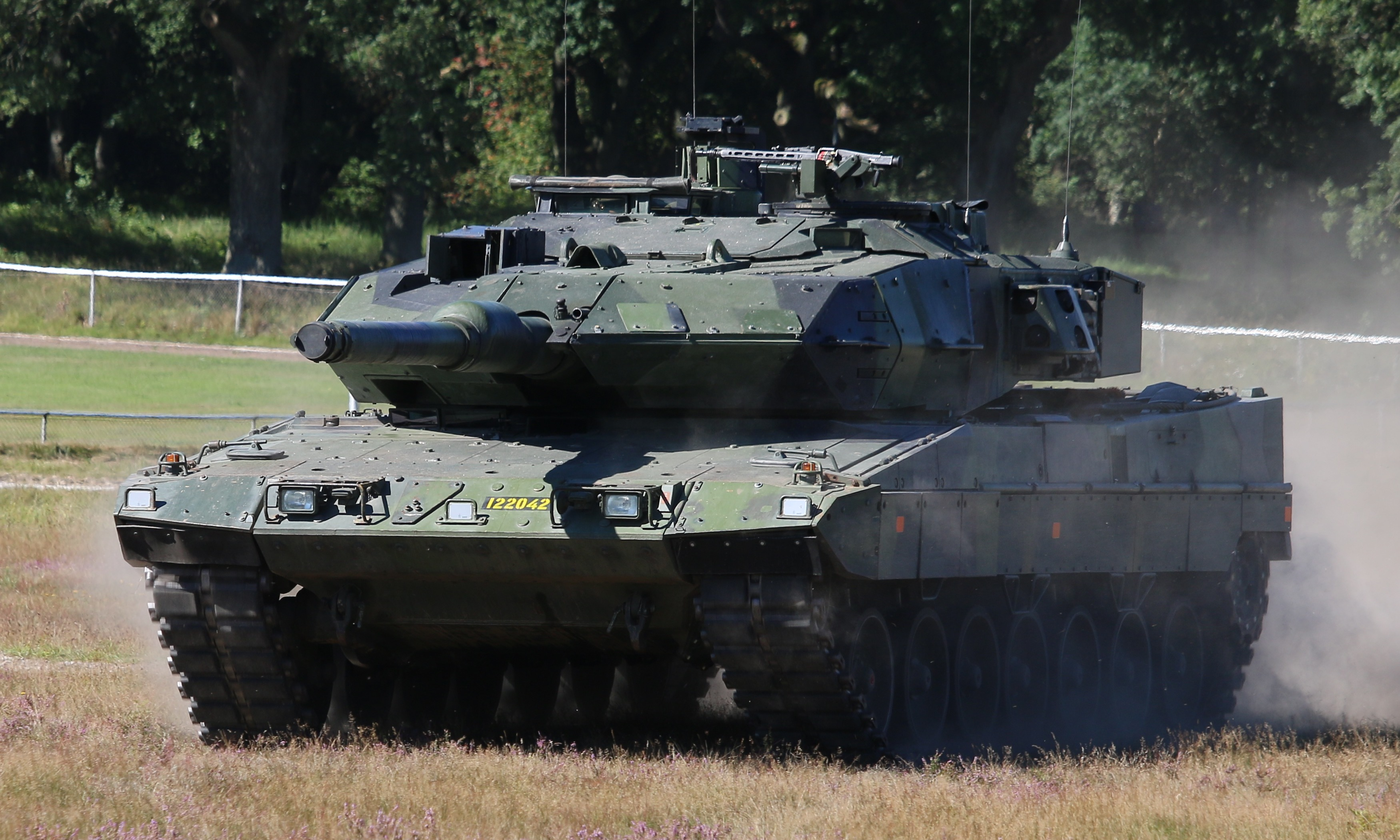
Stridsvagn 122

Efter projektet "strv NY" påbörjades projekteringen av en svensk version av Leopard 2A5 "Improved" som skulle kunna produceras inhemskt på licens. I väntan på dessa vagnar lånades ett större antal Leopard 2A4 in från Tyskland för att agera övergångsfordon medan de äldre Centurion- och S-vagnarna togs ur bruk. De inlånade Leopard 2A4 blev i Sverige betecknade stridsvagn 121, medan den svenska versionen av Leopard 2A5 Improved betecknades stridsvagn 122.
Stridsvagn 122 levererades runt år 2000 och ersatte då direkt stridsvagn 121. Majoriteten av stridsvagn 121 skickades tillbaka till Tyskland för vidareförsäljning. Stridsvagn 122 skiljer sig huvudsakligen från stridsvagn 121 i skydd och inre system. Stridsvagn 122 har till exempel datoriserat ledningssystem, bättre optik, backningskamera och ett nytt lokaltelefonsystem, LTS90, som ersätter det gamla LTS10. Försök fanns att renovera stridsvagn 121 till en standard som systematiskt efterliknade stridsvagn 122. En prototyp kallad stridsvagn 121B producerades men projektet skrotades efter viss tid. Majoriteten av stridsvagn 121 skickades tillbaka till Tyskland för vidareförsäljning.
Idag består kärnan av de svenska pansarförbanden av stridsvagn 122. De förekommer i två huvudsakliga versioner, 122A och 122B, där Bertilversionen har extra minskydd bland annat. Dessa undergår idag (2022) ett renoveringprojekt (RENO) där de periodvis uppgraderas till 122C och 122D (122A och 122B respektive).
| Land                          | Ursprung   | Beteckning   | Varianter      | År        | Huvudbeväpning |
| ----------------------------- | ---------- | ------------ | -------------- | --------- | -------------- |
| Kejsardömet Tyskland          | LK II      | Strv fm/21   |                | 1921-1930 | 6,5 mm ksp     |
| Kejsardömet Tyskland/ Sverige | LK II      | Strv m/21-29 |                | 1930-1939 | 6,5 mm ksp     |
| Sverige                       | L-10       | Strv m/31    |                | 1935-1939 | 37 mm kan      |
| Tjeckoslovakien/ Sverige      | CKD AH-IV  | Strv m/37    |                | 1938-1953 | 8 mm ksp       |
| Sverige                       | L-60       | Strv m/38    |                | 1938-1957 | 37 mm kan      |
| Sverige                       | L-60       | Strv m/39    |                | 1941-1957 | 37 mm kan      |
| Sverige                       | L-60       | Strv m/40    | L, K           | 1942-1960 | 37 mm kan      |
| Tjeckoslovakien/ Sverige      | TNH Sv CKD | Strv m/41    |                | 1942-1960 | 37 mm kan      |
| Sverige                       | Lago       | Strv m/42    | TM, TH, EH, TV | 1943-1960 | 75 mm kan      |
| Storbritannien                | Centurion  | Strv 81      | (mk 3), (mk 5) | 1953-1964 | 84 mm kan      |
| Sverige                       | Lago       | Strv 74      | H, V           | 1957-1981 | 75 mm kan      |
| Storbritannien/ Sverige       | Centurion  | Strv 101     | 101, 101R      | 1959-1992 | 105 mm kan     |
| Storbritannien/ Sverige       | Centurion  | Strv 102     | 102, 102R      | 1964-1992 | 105 mm kan     |
| Sverige                       | Strv S     | Strv 103     | A, B, C, D     | 1967-1997 | 105 mm kan     |
| Storbritannien/ Sverige       | Centurion  | Strv 104     |                | 1984-1994 | 105 mm kan     |
| Storbritannien/ Sverige       | Centurion  | Strv 105     |                | 1993      | 105 mm kan     |
| Tyskland                      | Leopard 2  | Strv 121     | A, B           | 1994-2011 | 120 mm kan     |
| Tyskland/ Sverige             | Leopard 2  | Strv 122     | A, B, B+, C, D | 1995-Idag | 120 mm kan     |

## Klasser av stridsvagnar
Historiskt har det inom den internationella stridsvagnsterminologin funnits flera klasser av stridsvagnar som representerar stridsvagnens roll eller generella utformning. Dessa klasser har ofta namngivits efter vikt men hänvisar egentligen till vagnens roll även om denna är bunden till en viss viktklass. I andra fall har man rent av namngett klasserna efter deras roll. 
Bortom detta har olika länder haft olika antal av stridsvagnsklasser. Till exempel hade Frankrike och Storbritannien enbart 2 klasser av stridsvagnar under krigsåren. Dessa var infanteriunderstödsvagnar (engelska infantry tank) och kavalleristridsvagnar (engelska cruiser tank). Men i andra länder som Sovjetunionen hade man betydligt mycket fler klasser under krigsåren. I Sovjetunionen hade man 5 klasser av stridsvagnar. Dessa var spaning-, infanteriunderstöd-, kavalleri-, förstärkning- och specialstridsvagnar.
I Sverige har man normalt inte använt fler termer än enbart "stridsvagn". Detta beror primärt på att Sverige på grund av ekonomiska skäl inte brukat mer än en roll av stridsvagn åt gången. Dock så har Sverige alltid nära följt pansarutvecklingen runt om i världen och därför finns det termer för stridsvagnsklasser som Sverige aldrig har brukat. Bortom detta har Sverige experimenterat med nya benämningar under historian och under 50-talet kallades pansarvärnskanonvagnar med kanontorn för pansarvärnsstridsvagnar, kort pvstrv.
I moderna arméer finns enbart lätta stridsvagnar och huvudstridsvagnar; med undantag för några exempel, övriga klasser är historiska. Medeltunga och tunga stridsvagnar såg bred användning under andra världskriget, där ikoniska vagnar såsom den amerikanska M4 Sherman och den tyska Panzerkampfwagen VI Tiger I dominerade slagfältet. 
Bortom olika typer av stridsvagnar finns det även många andra liknande pansarfordon vars utformning och användning kan korsa över till stridsvagnar som bland annat pansarvärnskanonvagnar, infanterikanonvagnar och stridsfordon. 

### Landskepp

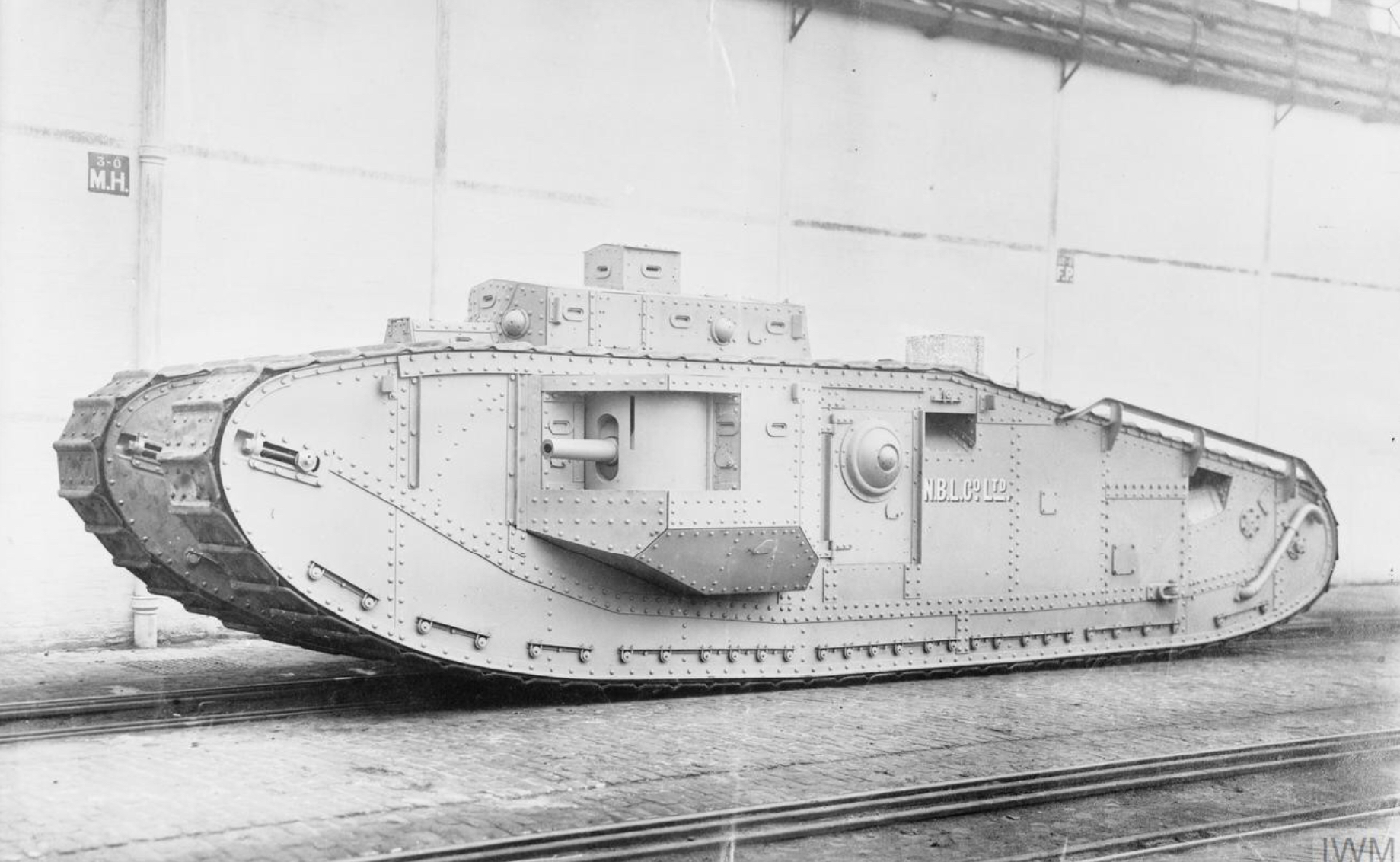
Ett landskepp typ Tank Mark VIII.

Engelska: Landship, Tyska: Landkreuzer, Franska: Cuirassé terrestre, Spanska: Crucero terrestre
Ett landskepp är en historiskt ovanlig stridsvagn som består av ett större pansarfordon med bestyckning i samma stil som ett klassiskt örlogsfartyg, det vill säga flera kulsprutor och kanoner i antingen kasematter, kanontorn eller bådadera. Deras roll är lik en övertung stridsvagn då de ska slåss mot flera mål samtidigt men skiljer sig i flera principdetaljer som att de primärt ska användas som ett offensivt vapen istället för ett defensivt vapen. De är historiskt ofta större och framför allt längre än konventionella stridsvagnar då ett av deras primära roller är att korsa skyttegravar.
Historiskt användes primärt landskepp under första världskriget och kom att bli världens första stridsvagnar delta i strid. De användes primärt av britterna men även tyskarna kom att bruka en del. Se: Historia > Första världskriget. Efter kriget blev landskepp ovanliga då de existerande designerna var konstruerade specifikt för skyttegravskrig och i princip alla hann försvinna från tjänst innan andra världskriget drog igång. Trots detta kom ett par designer att konstrueras under andra världskriget då man trodde att kriget kunde förvandlas till ett skyttegravskrig likt första världskriget. 
Britterna kom att bygga ett par uppföljare till de konstruktioner de byggde under första världskriget vilket blev TOG I och II. Dessa var landskepp på hela 81 ton som skulle ha kanonbeväpning i både torn och kasematt. Då kriget aldrig blev ett skyttegravskrig skrotades dessa projekt innan krigets slut. I Nazityskland kom man också att projektera landskepp vilket kom att leda till Landkreuzer P-1000 Ratte. Ratte var ett så kallat "Landschlachtschiff" (Landslagskepp) och var designad som en gigantisk stridsvagn på 1000 ton och skulle varit bestyckad med flera olika torn och vapen, bland annat ett torn från ett slagskepp. På grund av de resurser som skulle behövts för att bygga och bruka P-1000 Ratte kom den aldrig att byggas.
Typen är idag föråldrad.

### Lätt stridsvagn

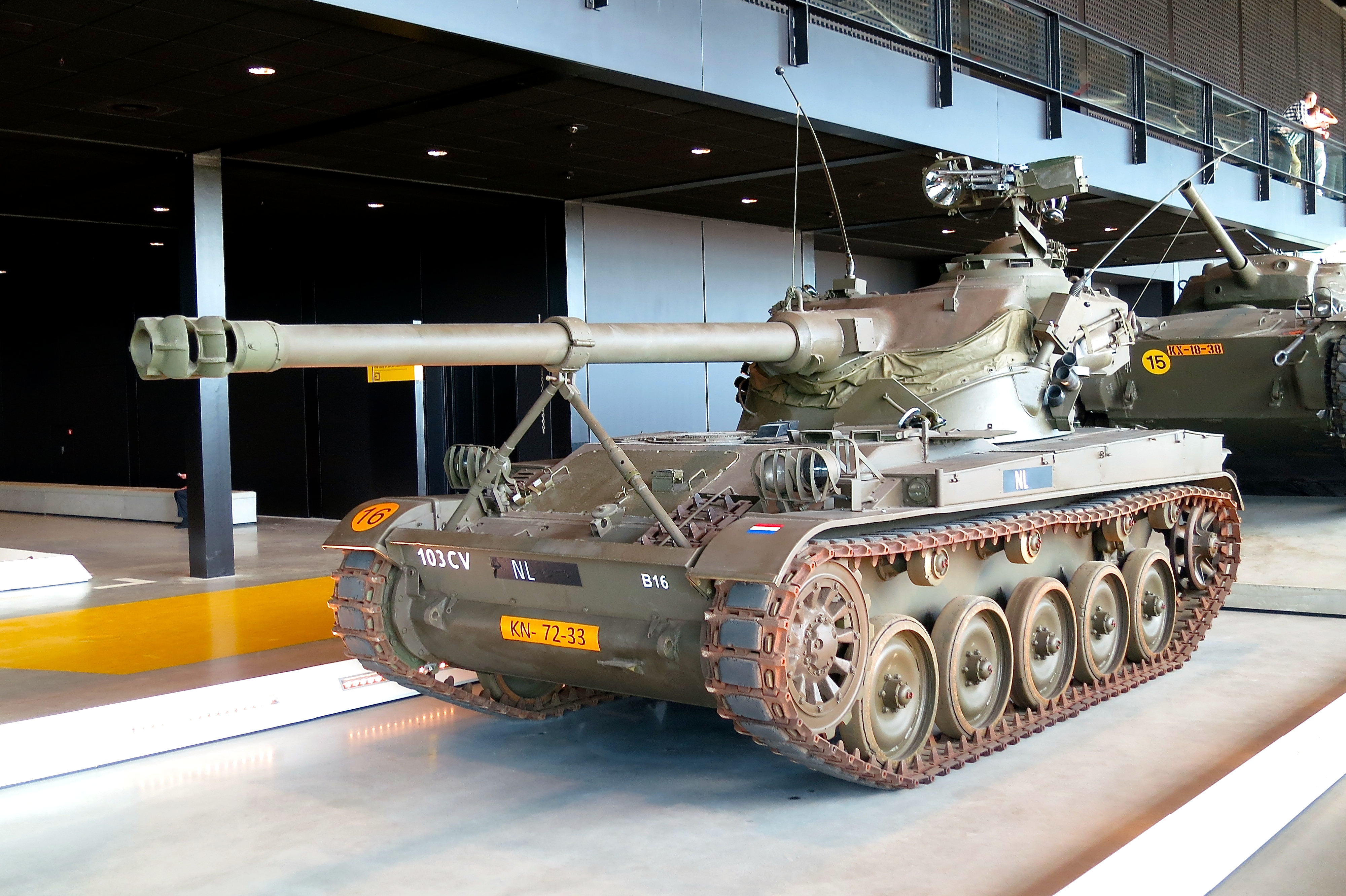
En lätt stridsvagn typ AMX-13.

Engelska: Light tank, Tyska: Leichter Panzer, Franska: Char léger, Spanska: Tanque ligero
En lätt stridsvagn är en stridsvagn som inte ska väga särskilt mycket för att lätt kunna transporteras och strida i terräng där tyngre fordon inte kan köra. På grund av detta är lätta stridsvagnar ofta mycket små med lite pansar och en beväpning som i många fall inte klarar av att bekämpa tuffare mål som stridsvagnar med mycket pansar. Detta brukar dock backas upp med en för sin vikt kraftig motor som ger den lätta stridsvagnen bra hastighet och mobilitet. På grund av de ovannämnda egenskaperna används lätta stridsvagnar primärt för spaningsuppdrag och infanteriunderstöd. Även om typen inte är föråldrad håller de effektivt på att ersättas av stridsfordon i modern tid då dessa fyller samma roller och mer.
Ett annat namn för denna klass är kavalleristridsvagn då dessa stridsvagnar ersatte det hästburna kavalleriet i många arméer.

### Medeltung stridsvagn

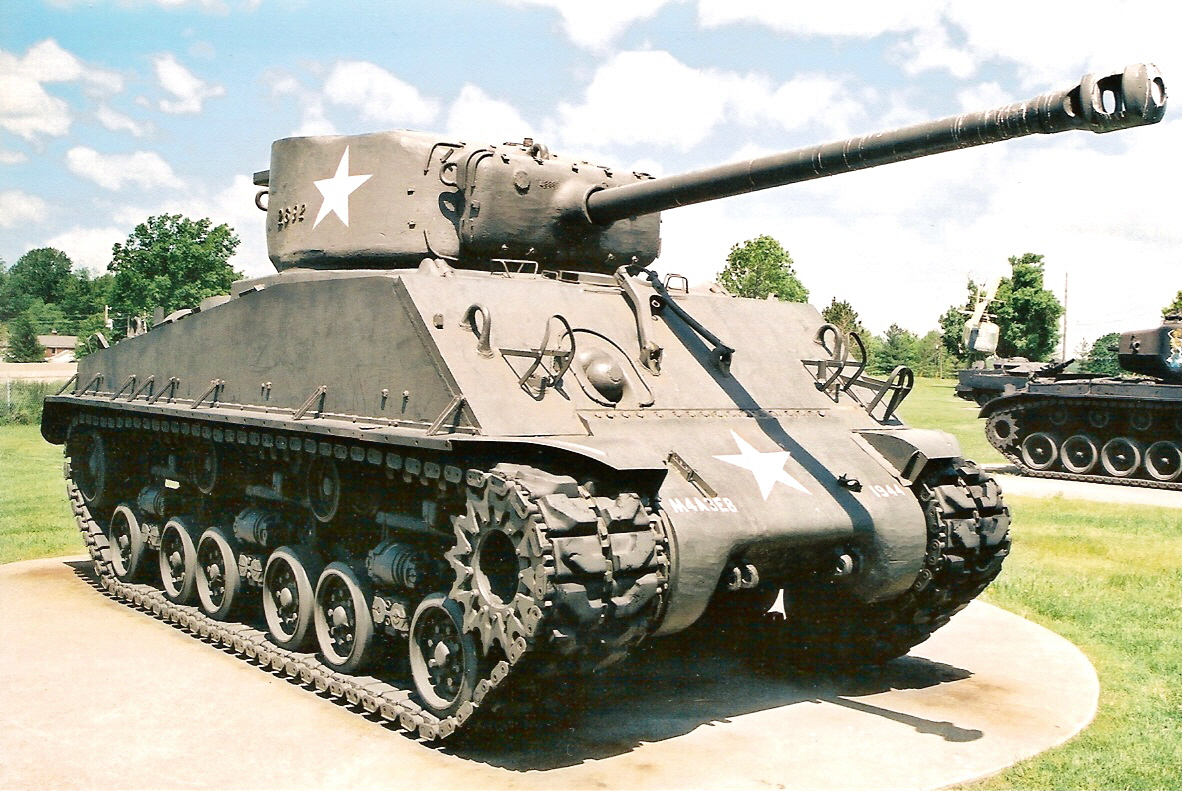
En medeltung stridsvagn typ M4A3E8.

Engelska: Medium tank, Tyska: Mittelschwerer Panzer, Franska: Char moyen, Spanska: Tanque medio
En medeltung stridsvagn är en stridsvagn som primärt ska fylla rollen som infanteristöd men ska även kunna bekämpa fientliga stridsvagnar. De har därför måttligt med pansar och en grov kanon som kan skjuta effektiva spränggranater och pansarprojektiler. Även rök och lysgranater ska finnas. De ska även kunna transporteras relativt lätt och vara snabba nog att enkelt kunna komma in och ur strid. När dessa mål är uppfyllda brukar dessa stridsvagnar vara varken speciellt tunga eller lätta och därför har de fått namnet medeltung stridsvagn.
Ett annat namn för denna klass är infanteriunderstödsvagn på grund av dess ovannämnda roller. Dock så har vissa stridsvagnar som annars skulle klassas som lätta och tunga stridsvagnar klassats som infanteriunderstödsvagn på grund av sin menade roll på slagfältet. Ett par bra exempel är den annars lätta stridsvagnen T-26 och den annars tunga stridsvagnen Churchill.
Typen är i dagsläget mycket ovanlig då nästan alla har blivit ersatta av huvudstridsvagnar.

### Tung stridsvagn

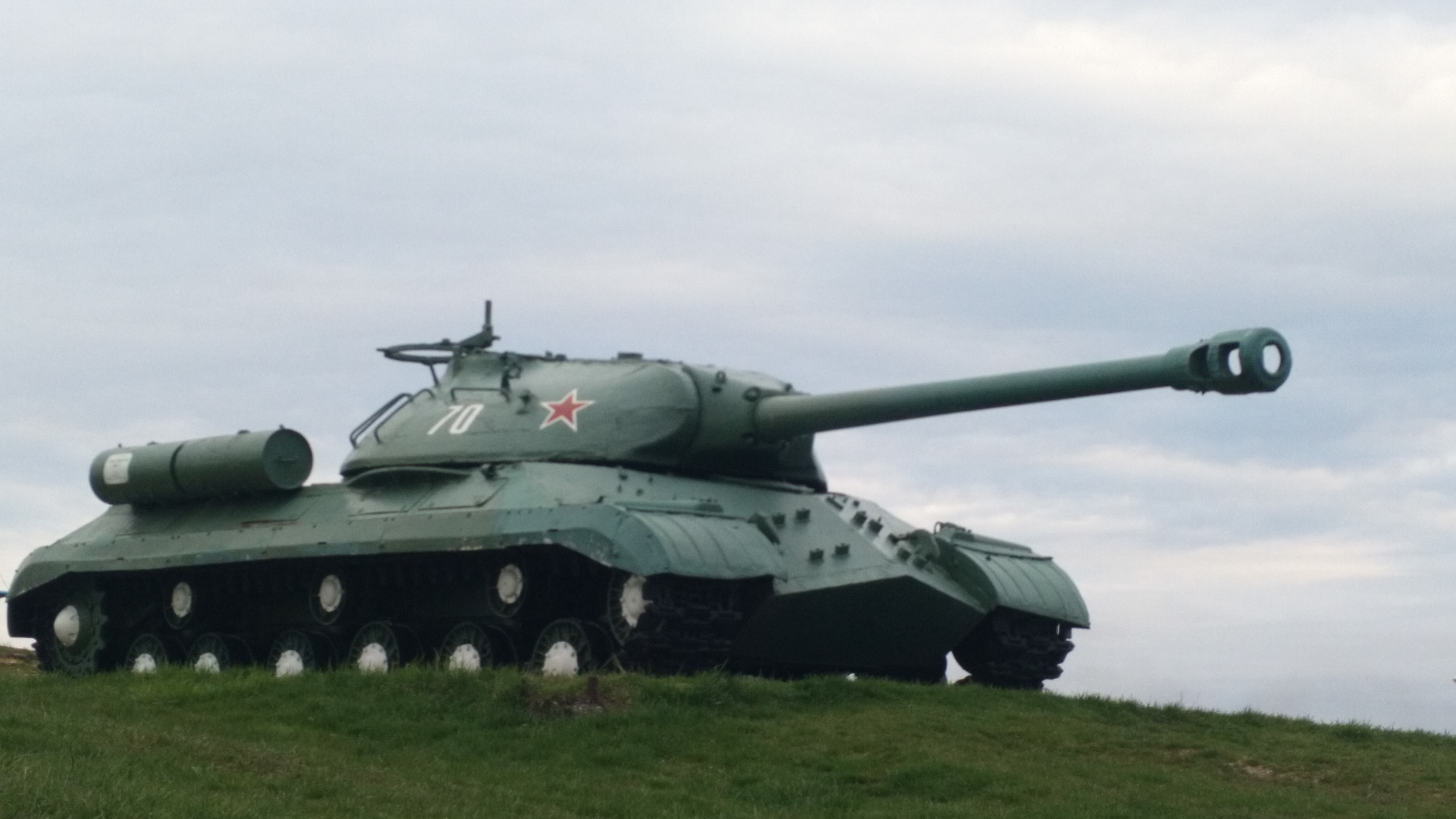
En tung stridsvagn typ IS-3.

Engelska: Heavy tank, Tyska: Schwerer Panzer, Franska: Char lourd, Spanska: Tanque pesado
En tung stridsvagn är en stridsvagn som effektivt ska kunna bekämpa och vara osårbar mot alla typer av markmål. De har därför mycket pansar, speciellt på fronten, och en grov kanon som gör att den enkelt kan bekämpa andra stridsvagnar och fortifikationer. De används ofta som en typ av genombrottsfordon som kör rakt igenom en fientlig linje och motstår fientlig eld och returnerar den. På grund av allt pansar och den ofta mycket tunga kanonen brukar tunga stridsvagnar som namnet antyder vara mycket tunga och stora och är därför ofta mycket långsamma. Detta gör dem mer sårbara för angrepp från bomb- och attackflygplan. De brukar även ha problem med att köra fast då de lätt sjunker ner i mjuk terräng och är så tunga att det kan behövas flera andra fordon för att dra loss dem. I många fall har tunga stridsvagnar haft problem med mekaniska haverier då den tunga vikten ger alltför stora påkänningar på komponenter som motor, växellåda och hjulupphängning.
I dagsläget är typen föråldrad och används inte av något modernt land eller styrka i världen.

### Övertung stridsvagn

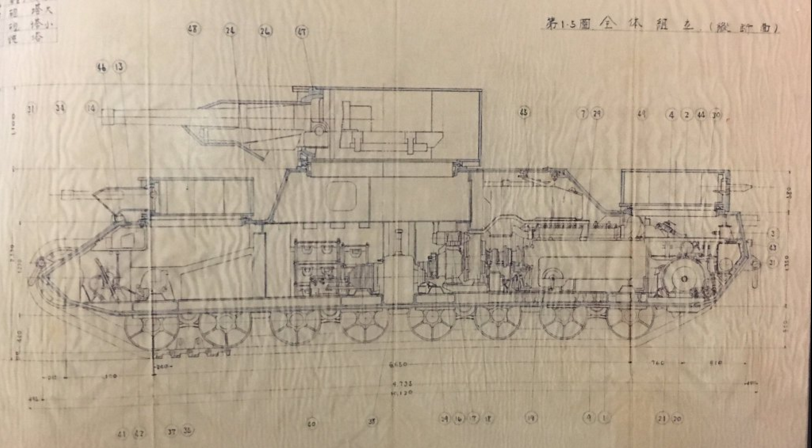
En övertung stridsvagn typ O-I.

Engelska: Super-heavy tank, Tyska: Überschwerer Panzer, Franska: Char super-lourd, Spanska: Tanque superpesado
En övertung stridsvagn är en historiskt sällsynt stridsvagn då den är nästintill omöjlig att bygga och få i bruk. Den har extremt mycket pansar, är extremt stor och brukar väga över 100 ton. De har också i nästan alla fall mer än en kanon och ofta mer än ett torn. Deras roll på slagfältet är att vara ett mobilt fort som ska kunna bekämpa flera mål samtidigt. Av de väldigt få övertunga stridsvagnar som har konstruerats har väldigt få byggts och bara en har tagits i drift.
Eftersom i princip ingen övertung stridsvagn har tagits i drift är typen föråldrad.

### Huvudstridsvagn

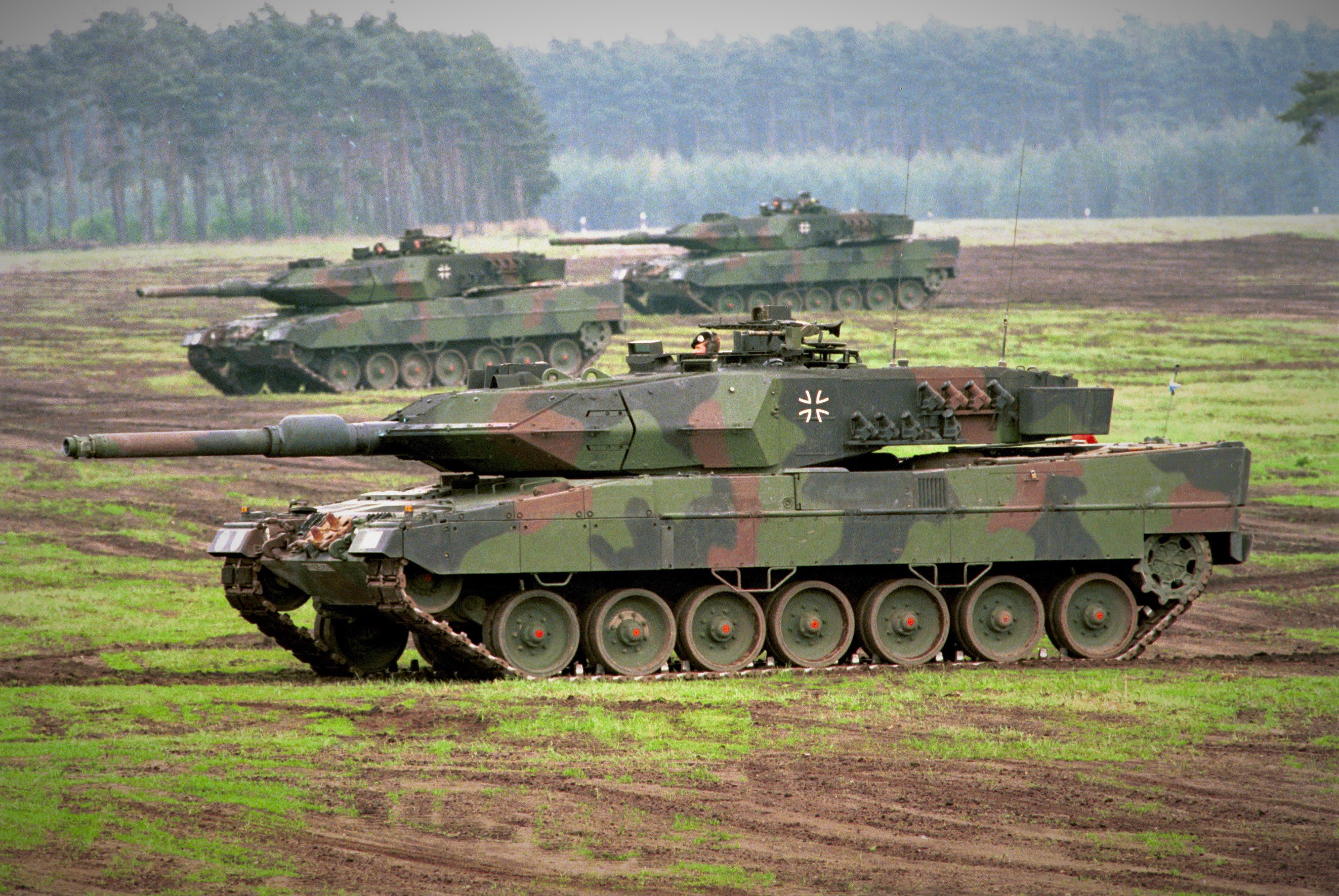
En huvudstridsvagn typ Leopard 2a5.

Engelska: en:Main battle tank, Tyska: de:Kampfpanzer, Franska: fr:Char de combat principal, Spanska: es:Tanque de batalla principal
En huvudstridsvagn är dagens moderna stridsvagn och typen har ersatt de medeltunga och tunga stridsvagnarna i alla moderna länder. De ska uppfylla alla roller som en stridsvagn ska uppfylla. De ska ha en grov kanon som ska effektivt kunna bekämpa alla typer av markmål och i vissa fall även helikoptrar. Detta görs genom att kanonen kan avfyra flera olika typer av ammunition. Pansaret ska minst kunna stå emot pansarprojektiler från de vanligaste typerna av automatkanoner för sin tid men i de flesta fallen skyddar pansaret på en huvudstridsvagn även från dedikerade pansarvärnskanoner och pansarvärnsrobotar. En huvudstridsvagn ska även vara så snabb som möjligt både fram och bakåt och i många fall kan de tävla mot lätta stridsvagnar. Det enda en huvudstridsvagn inte kan göra är att åka i extremt mjuk terräng som en lätt stridsvagn kan. De brukar ofta väga lika mycket som en tung stridsvagn.

### Tornlös stridsvagn

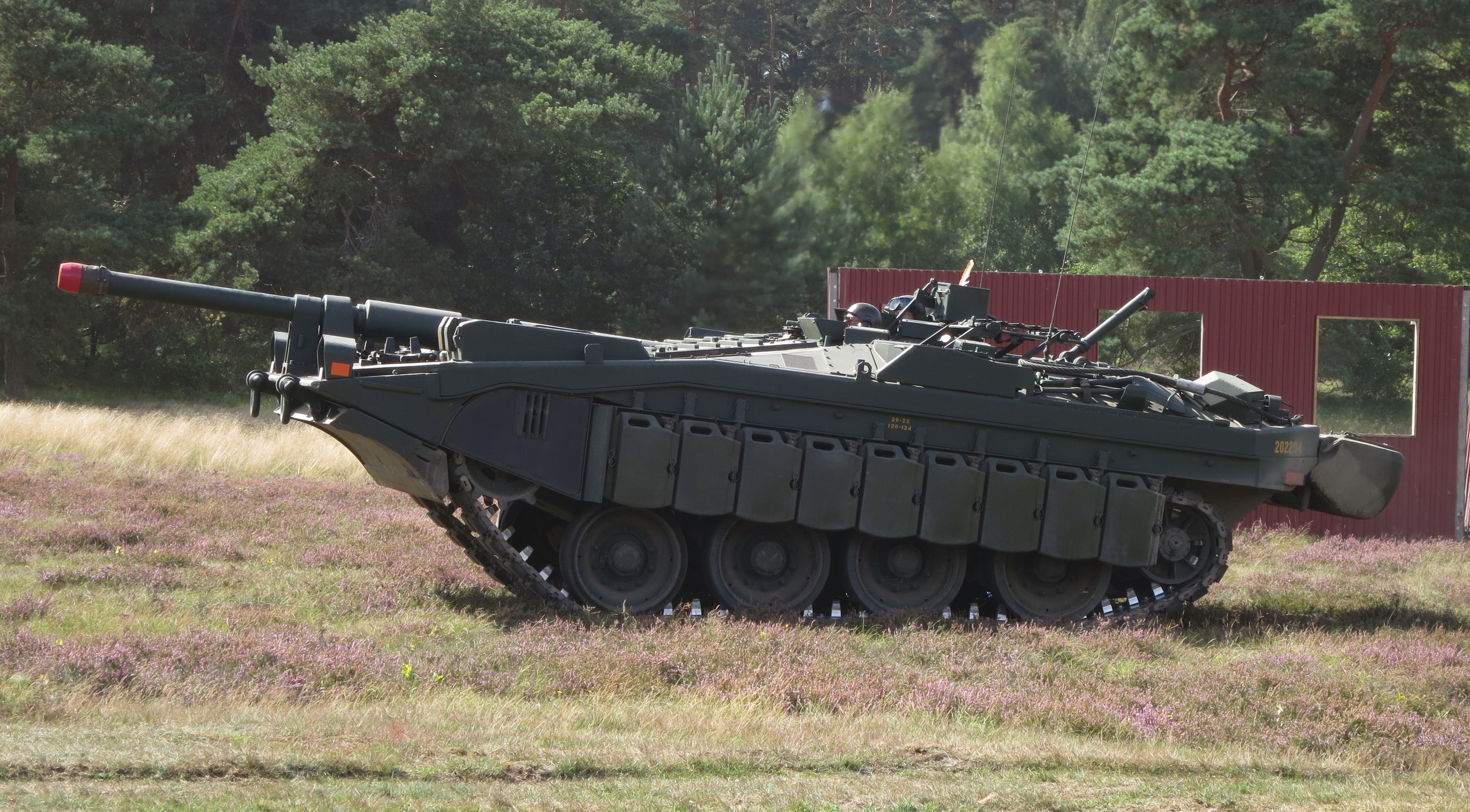
En tornlös stridsvagn typ stridsvagn 103C.

Engelska: Turretless tank, Tyska: Turmloser Panzer, Franska: Char sans tourelle, Spanska: Tanque sin torre
En tornlös stridsvagn är baserat på ett tornlöst chassi där beväpning är fast lagrad i chassit och riktning sker genom att hela fordonet manövreras. För höjning och dumpning av kanonen tiltas hela vagnen framåt och bakåt, vilket åstadkoms genom en justerbar hydraulisk upphängning, alternativt att beväpning tiltas med tappar och liknande.

## Moderna stridsvagnar

### Beväpning

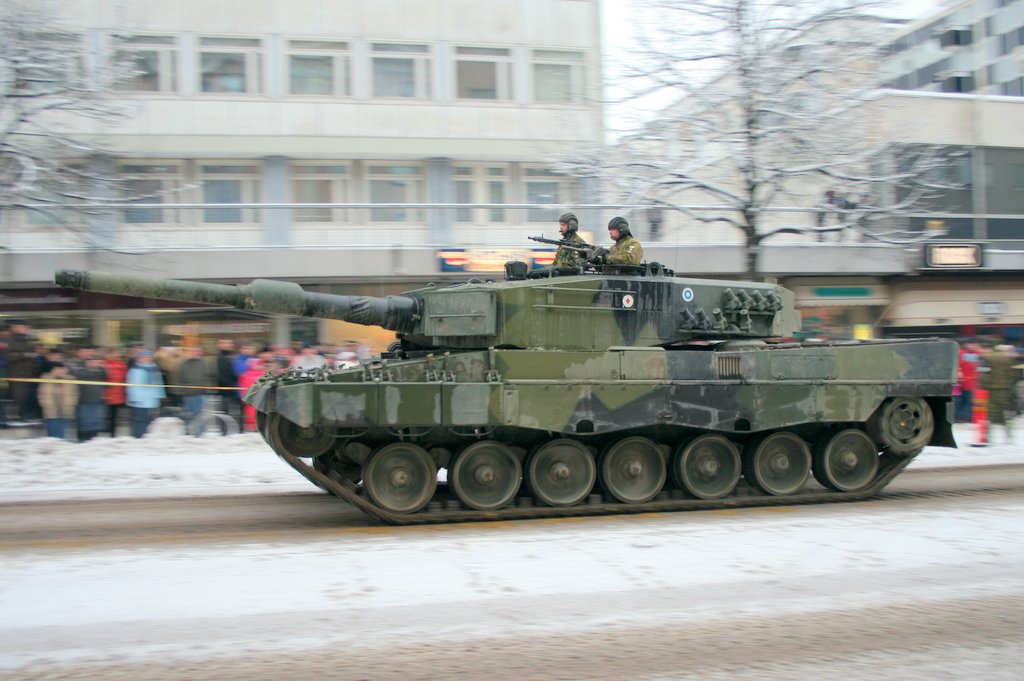
En finländsk Leopard 2A4

På moderna stridsvagnar består bestyckningen vanligtvis av en grovkalibrig högtryckskanon utan räffling det vill säga slätborrad (vanligen med kaliber omkring 120 mm). Kanonen är gyrostabiliserad för att möjliggöra träffsäker eldgivning under förflyttning (det vill säga man kan skjuta samtidigt som man kör). Mynningshastigheten är mycket hög, ofta över 1500 m/s. Detta för att kunna skjuta pilammunition mot fientliga stridsvagnar. En pil är en smal, lång och fenstabiliserad projektil i ett mycket hårt och tungt material som kan slå genom flera decimeter tjock pansarplåt tack vare den höga hastigheten. Sovjet utvecklade också en pansarvärnsrobot för avfyrning genom kanonen. Lätta stridsvagnar kan ha en kanon med lägre mynningshastighet som skjuter pansarspränggranater. Stridsvagnar har också spränggranater för att bekämpa trupp.
Kanonen kan antingen laddas för hand (manuellt) eller med maskinhjälp (automatiskt). Vid manuellt laddade kanoner tillkommer normalt en laddare i tornet (även om det finns historiska små vagnar där kanonen laddas av vagnchef eller skytt). Rysk- och fransktillverkade vagnar är utrustade med automatladdade kanoner och klarar sig således med endast tre mans besättning. Med en man mindre i tornet kan tornet göras smalare och lägre vilket ger en kompaktare profil som i sin tur ger en mindre målyta och bättre skydd samt en lättare vagn. Laddningsförloppet blir även uthålligare med automatladdade kanoner. Automatladdarna kräver dock noggrant underhåll för att vara pålitliga.
Kanonen hanteras i första hand av skytten. Vagnchefen kan dock om han önskar själv skjuta med kanonen genom sina egna riktmedel. Vagnchefens riktmedel för att hantera kanonen är dock inte ofta lika bra som skyttens.
Förutom kanonen (huvudvapnet) utrustas stridsvagnar i regel med en kulspruta som följer kanonen (parallellkopplad) som betjänas av skytten. Vagnchefen har en egen kulspruta på torntaket som på en del vagnar är fjärrmanövrerad och kan användas även när luckan är stängd. Vissa vagnar har även en extern kulspruta för skytten som också kan fjärrmanövreras.

### Rörlighet
En stridsvagn har mycket god terrängframkomlighet med ett så kallat bandaggregat och ofta en mycket kraftig huvudmotor. Bandaggregatet består av ett flertal bärhjul som rullar inom ett kedjeliknande metallband på varje långsida av vagnen. Fordonet drar sig fram längs bandet med ett kuggförsett drivhjul i skrovets fram- eller bakkant (beroende på var motorn och växellådan sitter). I andra änden sitter ett spännhjul som håller bandet sträckt så att det inte kränger av under körning. Tack vare bandaggregatet får vagnen gott grepp i lera och jord, och ett förhållandevis lågt marktryck även om vagnen i sig kan vara mycket tung, ibland över 60 ton.

### Skydd

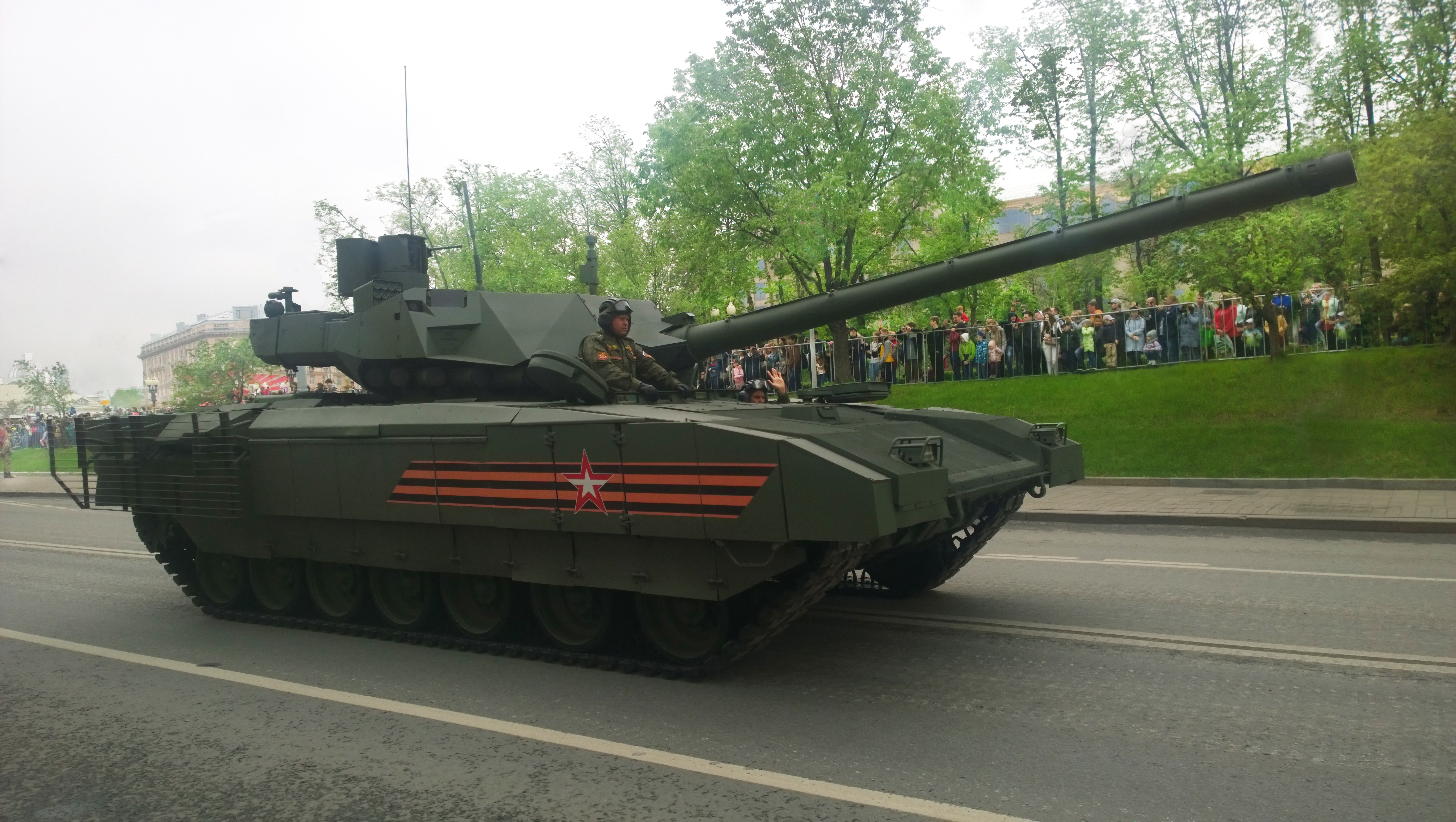
T-14 Armata

Stridsvagnar är rejält skyddade mot tung vapenverkan och i övrigt väl skyddade mot atom-stridsmedel, biologiska och kemiska stridsmedel (NBC-stridsmedel). Vidare skyddas vagnen mot elektromagnetiska vapen (ingår delvis i atomvapenskyddet) och optiska vapen såsom laser. En del av skyddet är vagnens rörlighet eftersom en vagn som hela tiden rör sig är svårare att träffa.

### Exempel på moderna stridsvagnar
- Ryssland T-14 Armata
- Ryssland T-90
- USA M1 Abrams
- Tyskland Leopard 2
- Sverige stridsvagn 122
- Storbritannien Challenger 2
- Japan Type 10
- Japan Type 90
- Frankrike Leclerc
- Israel Merkava
- Sydkorea K2 Black Panther
- Iran Zulfiqar MBT
- Indien Arjun
- Polen PT-91

## Historiskt viktiga stridsvagnar per nation
Storbritannien
- Tank Mark I:Den första stridsvagnen att sättas i strid någonsin.
- Tank Mark IV: En välanvänd stridsvagn under första världskriget.
- Tank Mark V: En välanvänd stridsvagn under första världskriget.
- Mk A Whippet: En välanvänd stridsvagn under första världskriget.
- Vickers 6-Ton: En mycket lyckad exportstridsvagn.
- Infantry Mk II Matilda: En välanvänd stridsvagn under andra världskriget.
- Infantry Mk IV Churchill: En välanvänd stridsvagn under andra världskriget.
- Cruiser Mk VIII Cromwell: En välanvänd stridsvagn under andra världskriget.
- Cruiser Tank Comet I: välanvänd stridsvagn under andra världskriget.
- Sherman Firefly: Den första allierade stridsvagnen som effektivt kunde slå ut tyska tynga stridsvagnar frontalt på långa avstånd under andra världskriget.
- Centurion: Världens första stridsvagn att klassas som en huvudstridsvagn. Den är även en mycket lyckad exportstridsvagn som har varit i effektivt tjänst i över 70 år runt om i världen.
- Chieftain: Ökänd för att vara Storbritanniens misslyckade svar till Sovjetunionens nya huvudstridsvagnar under 60-talet. Den var menad att kunna drivas på vilket bränsle som helst ifall tredje världskriget skulle bryta ut. Flera länder, däribland Sverige, stod på kö för att få köpa vagnen men när den kom blev det en stridsvagn som inte ens kunde köra upp på transportvagnarna på grund av dess multibränslemotor.

 Nazityskland
- Panzerkampfwagen I: En välanvänd stridsvagn under spanska inbördeskriget och andra världskriget.
- Panzerkampfwagen II: En välanvänd stridsvagn under andra världskriget.
- Panzerkampfwagen III: En välanvänd stridsvagn under andra världskriget.
- Panzerkampfwagen IV: En välanvänd stridsvagn under andra världskriget.
- Panzerkampfwagen V Panter: Världens första stridsvagn som skulle kunna klassas som en huvudstridsvagn. Klassades dock bara som medeltung stridsvagn av den tyska krigsmakten.
- Panzerkampfwagen VI Tiger: Ökänd tung stridsvagn under andra världskriget som fick ett rykte för att vara oövervinnerlig av de allierade stridsvagnsbesättningarna.

 Tyskland
- Leopard 1: En mycket lyckad exportstridsvagn som har varit i effektivt tjänst i över 50 år runt om i världen.
- Leopard 2: En mycket lyckad exportstridsvagn som används av många länder i modern tid.

 USA
- M4 Sherman: En välanvänd stridsvagn under andra världskriget och en av anledningarna till att de allierade vann kriget. Den är även en mycket lyckad exportstridsvagn som användes effektivt i över 50 år runt om i världen. Den är teoretiskt fortfarande i tjänst i vissa delar av världen men då enbart som en kulturell symbol eller en fattigmans stridsvagn.
- M26 Pershing: En mycket lyckad exportstridsvagn.
- M46 Patton: En av de huvudstridande stridsvagnarna under koreakriget. Den är även en mycket lyckad exportstridsvagn.
- M47 Patton II: En mycket lyckad exportstridsvagn.
- M48 Patton III: En av de huvudstridande stridsvagnarna under vietnamkriget. Den är även en mycket lyckad exportstridsvagn.
- M60: En mycket lyckad exportstridsvagn.
- M1 Abrams: En av de huvudstridande stridsvagnarna under gulfkriget. Den är även en mycket lyckad exportstridsvagn som används av flera länder i modern tid.

 Sovjetunionen
- T-37: Detta var världens första amfibiska stridsvagn att massproduceras. Den kom att byggas i 1200 exemplar och kom att prestera relativt bra under rätt förhållanden. Till exempel fungerade vagnen bra under vinterkriget då de ganska enkelt kunde åka över alle de hundratals sjöarna och floderna i Finland.[30]
- BT-2: Detta var en sovjetisk lätt stridsvagn byggd på Christie-upphängningen och kom att bli den första i ett långt led av Sovjetiska stridsvagnar att använda denna upphängning. BT-2 var för sin tid den snabbaste stridsvagnen i världen och kunde komma upp i 100 km/h på vägar. Dock beväpnad med en svag 37 mm kanon och svagt pansar denna stridsvagn ansågs redan från början vara för svag för dåtidens slagfält och producerades enbart i 650 exemplar. Trots detta kom de dock att spela en stor roll i Sovjet-japanska gränskriget under slaget om Chalchin-Gol då deras snabbhet gjorde dem oåtkomliga för japanskt pansarvärn.[31]
- BT-5: Detta var en förbättrad BT-2 med en mycket grövre 45 mm kanon lånad från T-26. BT-5 kom att se tjänst med Sovjetunionen från 1933 och tillverkas i över 1800 exemplar. De deltog i strid för första gången 1937 då de spelade en stor roll i spanska inbördeskriget. De kom även att spela en stor roll i Sovjet-japanska gränskriget där de under till exempel slaget om Chalchin-Gol var för snabba för japanskt pansarvärn.[32]
- BT-7: Den sista BT stridsvagnen att byggas i större nummer, BT-7 var av svetsad konstruktion och kom att byggas i nästan 5000 exemplar. Som sina äldre bröder BT-7 kom att användas flitigt under Sovjet-japanska gränskriget och speciellt under slaget om Chalchin-Gol då 400 BT-7 sattes i strid. De kom senare att spela en stor roll i invasionen av Polen 1939 och vinterkriget. Vagnen började först bli föråldrad under operation Barbarossa då över 2000 BT-7 blev förstörda. Trots detta och att de snart blev ersatta av T-34 kom BT-7 att användas på alla fronter fram till slutet av andra världskriget.[33]
- T-26: T-26 var Sovjetunionens första stridsvagn att produceras på enorm skala. Denna lilla stridsvagn var ursprungligen en klon av Vickers 6-Ton stridsvagn men kom senare att uppgraderas med ett tvåmanskanontorn beväpnad med en 45 mm 20-K kanon, den kraftfullaste stridsvagnskanonen i sin klass för sin tid. Mellan 1931 och 1941 producerades över 10 000 T-26, ett rekord för sin tid. De deltog i strid i flera olika krig och slag under sin tjänst som till exempel Sovjet-japanska gränskriget och östfronten under andra världskriget men associeras nog klassiskt mest med spanska inbördeskriget och vinterkriget där de stod för majoriteten av de involverade stridsvagnarna. Förutom de olika grundvarianterna av T-26 byggdes det flera andra typer av vagnar på chassit som artilleritraktorer och infanterikanonvagnar som till exempel SU-5.[34]
- T-28: T-28 var en av världens första medeltunga stridsvagnar att massproduceras.
- T-34: En välanvänd stridsvagn under andra världskriget.
- KV-1: En välanvänd stridsvagn under andra världskriget.
- IS-2: En välanvänd stridsvagn under andra världskriget.
- IS-3: En tung stridsvagn med mycket tjockt och välsluttande pansar som gjorde den till den mest skyddade stridsvagnen för sin tid. Den kom att förändra stridsvagnsvärlden då även de mest moderna stridsvagnarna under de tidiga åren av dess tjänst inte ens kunde penetrera den på mycket kort avstånd framifrån och detta ledde till att hela västvärlden började utveckla nya pansarvärnskanoner och robotar för att kunna bekämpa IS-3.
- T-54: En av de mest producerade stridsvagnarna i historien. Den har exporterats till ett flertal länder och tagit del i flera av olika krig under kalla kriget.
- T-55: En av de mest producerade stridsvagnarna i historien. Den har exporterats till ett flertal länder och tagit del i flera av olika krig under kalla kriget. Den är fortfarande i aktiv tjänst med flera länder idag.
- T-62: En av de mest producerade stridsvagnarna i historien. Den har exporterats till ett flertal länder och tagit del i flera av olika krig under kalla kriget. Den är fortfarande i aktiv tjänst med flera länder idag.
- T-64: En av de mest producerade stridsvagnarna i historien. Den har exporterats till ett flertal länder och tagit del i flera av olika krig under kalla kriget. Den är fortfarande i aktiv tjänst med flera länder idag.
- T-72: En av de mest producerade stridsvagnarna i historien. Den har exporterats till ett flertal länder och tagit del i flera av olika krig under kalla kriget. Den är fortfarande i aktiv tjänst med flera länder idag.
- T-80: En lyckad exportstridsvagn.

 Ryssland
- T-90: Den första Ryska stridsvagnen att se tjänst. Ersättaren för Sovjetunionens T-72 och T-80 denna stridsvagn är Ryska federationens nuvarande huvudstridsvagn och har exporterats till ett flertal länder.

 Australien
- AC I Sentinel: Detta var en stridsvagn från andra världskriget och var den första stridsvagnen med ett fullt gjutet skrov. Gjutna skrov var ingen ny ide men hade tidigare inte utförts för hela skrovet utan enbart i delar som senare fästes ihop. Ett fullt gjutet skrov är starkare än ett skrov ihopsatt med svetsning eller bultning/nitning då svetsningar och bultar/nitar lätt kan spricka vid anslag. Helgjutna skrov som då helt undviker svetsning eller bultning är då mycket starkare konstruktioner i grunden. Helgjutna eller nästan helgjutna skrov kom att bli relativt vanliga hos vissa länder efter andra världskriget som till exempel USA som använde konstruktionen på alla Patton stridsvagnar till exempel.

 Sverige
- Landsverk L-10: Denna stridsvagn var den första stridsvagnen i världen med svetsat pansar. Den svetsade konstruktionen gjorde vagnen lättare jämfört med bultade eller nitade konstruktioner vilket hade en intern ställning för pansarplattorna att fästas på. Svetsade stridsvagnar blev först vanliga under början av andra världskriget.
- Landsverk L-60: Detta var den första stridsvagnen med torsionsfjädring. Denna typ av fjädring var mycket effektiv och gjorde det mycket bekvämare att åka i vagnen i hård terräng eller höga hastigheter jämfört med andra typer av fjädringar. Efter andra världskriget blev torsionsfjädring standard inom stridsvagnar.
- Stridsvagn 103: Detta var den första stridsvagnen utan torn. Detta var ett nytt koncept för sin tid då enbart pansarvärnskanonvagnar, infanterikanonvagnar och bandhaubitsar hade byggts med liknande konfiguration tidigare. Detta fick världen att omdefiniera vad en stridsvagn är. Tidigare hade en stridsvagn primärt definierats runt om i världen som ett pansrat fordon med larvfötter och kanontorn. Med stridsvagn 103:s ankomst omdefinierades termen stridsvagn som en roll och inte en typ av fordon. Om ett fordon kan uppfylla alla roller av en stridsvagn och används som en stridsvagn är det en stridsvagn. Detsamma gjordes för andra fordonsroller som till exempel pansarvärnskanonvagnar. Detta ledde till att det idag till exempel finns stridsvagnar och pansarvärnskanonvagnar med hjul vilka hade annars definierats som pansarbilar.[35][36] Bortom att inte ha ett torn var även huvudkanonen fast i skrovet likt fast beväpning på stridsflygplan vilket inte hade gjorts förut. Detta för att kunna ha en kraftfull automatladdare som gav vagnen den snabbaste eldhastigheten för sin kaliber i världen.[37] För att kunna sikta med denna behövda man svänga och elevera hela vagnen vilket gjordes med en ny typ av upphängning som fick vagnen att elevera. Denna upphängning drevs av en gasturbin som även strv 103 var först i världen med att ha. Detta ledde till en mycket effektiv stridsvagn för försvar och ett flertal länder kom att kopiera designen[38][39] eller inspireras av designen för sina egna stridsvagnar som till exempel den japanska Typ 74 vilket lånade iden med en eleverande upphängning eller M1 Abrams vilket lånade iden med en gasturbin.

 Frankrike
- Renault FT: Detta var en av de absolut första stridsvagnarna och den första stridsvagnen med modern stridsvagnskonfiguration, det vill säga med ett roterande torn på taket och med motor och koppling längst bak i vagnen. Bortom sin innovativa konfiguration kom den att agera som en mycket effektiv kraft under första världskriget och senare under de tidiga åren av mellankrigstiden då den exporterades ett tiotal länder som till exempel Finland och agerade som många länders första stridsvagn. Även Sverige köpte in ett par testvagnar.[40] Den kom även att byggas på licens i flera länder som till exempel Italien under beteckningen Fiat 3000 som även kom att bli deras första stridsvagn.
- Char B1: En fransk tung stridsvagn designad under 1930-talet. Trots att vagnen hade många problem, som ett enmanstorn och huvudbeväpning i skrovet, hade vagnen mycket tjockt pansar för sin tid. Under den tyska invasionen av Frankrike under andra världskriget kunde majoriteten av tyska stridsvagnar inte penetrera denna stridsvagn med konventionell ammunition vilket ledde till av de tvingades använda deras 8,8 cm flak 36 luftvärnskanon som en pansarvärnskanon. Det ledde till att de såg behovet av att ha grova pansarvärnskanoner samt sin egen tunga stridsvagn vilket ledde till ett långt led av historiskt viktiga tyska pansarvärnskanoner och utvecklingen av Tysklands första tunga stridsvagn Panzerkampfwagen VI Tiger I.
- AMX-13: Detta var en av Frankrikes första stridsvagnar att massproduceras efter andra världskriget. Den blev en trotjänare i Frankrike och en mycket lyckad exportvagn då den såldes till flera tiotals länder under kalla kriget. Vagnen var även den första stridsvagnen att se tjänst med ett oscillerande torn vilket gav den stora uppgraderingsmöjligheter för beväpning vilket kom att hjälpa den stanna i tjänst ända fram till modern tid då man ganska enkelt kunde installera nya moderna kanoner i vagnen med tiden.

 Tjeckoslovakien
- Škoda-ČKD LT vz. 35: Detta var en lyckad exportvagn under 1930-talet. Den köptes av ett flertal länder som Rumänien, Bulgarien och Tjeckoslovakien. Efter att Tjeckoslovakien invaderats av Nazityskland tog tyskarna över produktionen av vagnen och satte den i tjänst som Panzerkampfwagen 35(t). Dessa tjänade som övergångsvagnar för den tyska armen innan de fick in stora nummer av Panzerkampfwagen III[41]
- Škoda-ČKD TNH serien av stridsvagnar: Skodas/CKD:s TNH serie av stridsvagnar var en storsäljare på exportmarknaden under sent 1930-tal. De konstruerades i flera varianter och köptes av flera länder som Iran, Litauen, Peru, Schweiz, Slovakien, Sverige och Tjeckoslovakien samt några fler. Efter att Tjeckoslovakien invaderats av Nazityskland tog tyskarna över produktionen av vagnen och satte den i tjänst som Panzerkampfwagen 38(t) och producerade den i över tusen exemplar vilket senare ledde till ett flertal undervarianter baserade på chassit som till exempel de ökända pansarvärnskanonvagnarna Marder III och Jagdpanzer 38(t) som visade sig vara extremt effektiva och billiga konstruktioner.[42]

 Folkrepubliken Kina
- Typ 59: Detta är en kinesisk licenstillverkad T-54 med mindre modifieringar och har tillverkades i 9500 exemplar i ett flertal varianter.[43] Förutom kinesisk tjänst har vagnen exporterades till ett flertal länder som till exempel Nordvietnam och Irak som använde vagnen i strid under Vietnamkriget och Gulfkriget.[44]
- Typ 62: Den här stridsvagnen är Kinas första originella stridsvagn att se tjänst. Typ 62 utvecklades ur en längre periods projekt och slutade som en lätt stridsvagn baserad på Typ 59 och är i princip en mindre och lättare version av Typ 59. Som Typ 59 har den även sett tjänst utanför Kina. Den har exporterats till ett flertal länder däribland Nordvietnam som använde den i Vietnamkriget.[45]
- Typ 63: Den här stridsvagnen är Kinas andra originella stridsvagn att se tjänst. Typ 63 utvecklades som Typ 62 ur en längre periods projekt och slutade som en lätt stridsvagn baserad på den ryska PT-76 och är i princip en PT-76 med samma torn som Typ 62. Som Typ 62 har den även sett tjänst utanför Kina. Den har exporterats till ett flertal länder däribland Nordvietnam som använde den i Vietnamkriget.[46]
- Typ 69: Ytterligare en Kinesisk stridsvagn som har tillverkats i stort antal i flera varianter som har sett tjänst runt om i världen. Byggd i över 3000 exemplar Typ 69 har sett tjänst i ett flertal länder varav flera länder (däribland Kina) använder vagnen än idag. Historiskt är vagnen betydande för sin roll i Iran–Irak-kriget då båda sidorna använde vagnen mot varandra. Iraks överlevande vagnar kom senare att användas som deras huvudstridsvagn i Gulfkriget.